# غوريلا

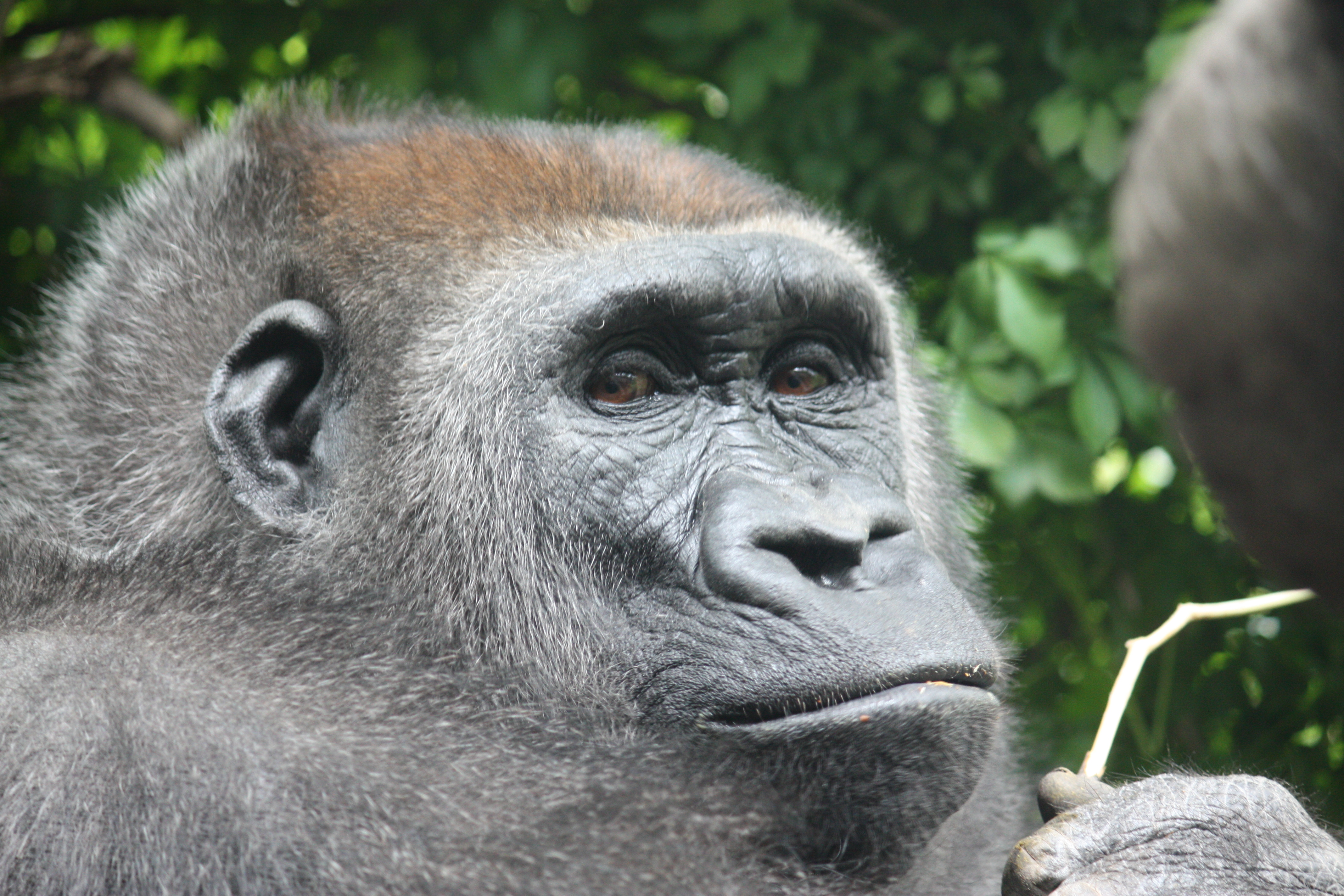
وجه الغوريلا في حديقة حيوان.

الغوريلا أو الغُورِلَّى أو الغِرَلَّى أو الغُرِلّا أو الغُول (الاسم العلمي: Gorilla) هي نوع من القردة العليا العاشبة موطنها في الغابات الإستوائية في إفريقيا الإستوائية. ينقسم جنس الغوريلا إلى نوعين: الغوريلا الشرقية والغوريلا الغربية، وتنقسم إلى أربعة أو خمسة نويعات. يتشابه الحمض النووي للغوريلا إلى حد كبير مع الحمض النووي للبشر، من 95 إلى 99% اعتمادًا على ما هو مدرج، وهم أقرب الأقارب الأحياء للإنسان بعد الشمبانزي والبونوبو.
الغوريلا هي أكبر الرئيسيات الحية، حيث يصل ارتفاعها إلى ما بين 1.25-1.8 متر، وتتراوح أوزانها بين 100-270 كجم، والذراع يمتد حتى 2.6 متر، حسب النوع والجنس. وهم يميلون إلى العيش في قوات، مع تسمية القائد بالظهر الفضي. تتميز الغوريلا الشرقية عن الغربية بلون الفراء الغامق وبعض الاختلافات المورفولوجية الطفيفة الأخرى. تعيش الغوريلا من 35 إلى 40 عامًا في البرية.
تغطي الموائل الطبيعية للغوريلا الغابات الإستوائية أو شبه الإستوائية في إفريقيا جنوب الصحراء. على الرغم من أن مداها يغطي نسبة صغيرة من إفريقيا جنوب الصحراء، تغطي الغوريلا مجموعة واسعة من المرتفعات. تعيش الغوريلا الجبلية في غابات السحاب الجبلية المتصدعة في ألبرتينا لبراكين فيرونجا، والتي تتراوح في الارتفاع من 2,200 إلى 4,300 متر (7,200 إلى 14,100 قدم) . تعيش غوريلا الأراضي المنخفضة في غابات كثيفة ومستنقعات منخفضة ومستنقعات منخفضة تصل إلى مستوى سطح البحر، وتعيش غوريلا الأراضي المنخفضة الغربية في بلدان وسط غرب إفريقيا وغوريلا السهول الشرقية التي تعيش في جمهورية الكونغو الديمقراطية بالقرب من حدودها مع رواندا.
يُعتقد أن هناك حوالي 316000 غوريلا غربية في البرية و5000 غوريلا شرقية. تم تصنيف كلا النوعين على أنهما معرضان لخطر الانقراض من قبل IUCN. هناك العديد من التهديدات لبقائهم، مثل الصيد الجائر وتدمير الموائل والمرض، والتي تهدد بقاء الأنواع. ومع ذلك، فقد نجحت جهود الحفظ في بعض المناطق التي يعيشون فيها.

## التأثيل
تأتي كلمة «غوريلا» من تاريخ هانو الملاح (500 قبل الميلاد)، المستكشف القرطاجي في رحلة استكشافية إلى الساحل الغربي لإفريقيا إلى المنطقة التي أصبحت فيما بعد سيراليون. واجه أعضاء البعثة «أناسًا متوحشين، معظمهم من النساء، كانت أجسادهم مشعرة، والذين أطلق عليهم مترجمونا اسم Gorillae». من غير المعروف ما إذا كان ما واجهه المستكشفون هو ما نسميه الآن الغوريلا، أو نوعًا آخر من القرود أو القرود، أو البشر. اشتهرت جلود نساء الغوريلاي، التي أعادها هانو، إلى قرطاج حتى دمرت روما المدينة بعد 350 عامًا في نهاية الحروب البونيقية، 146 قبل الميلاد.
وصف الطبيب والمبشر الأمريكي توماس ستوتون سافاج وعالم الطبيعة جيفريز وايمان لأول مرة الغوريلا الغربية في عام 1847 من عينات تم الحصول عليها في ليبيريا. أطلقوا عليها اسم Troglodytes gorilla ، مستخدمين الاسم الحالي لجنس الشمبانزي. اسم النوع مشتق،  كما وصفها هانو.

## التطور والتصنيف

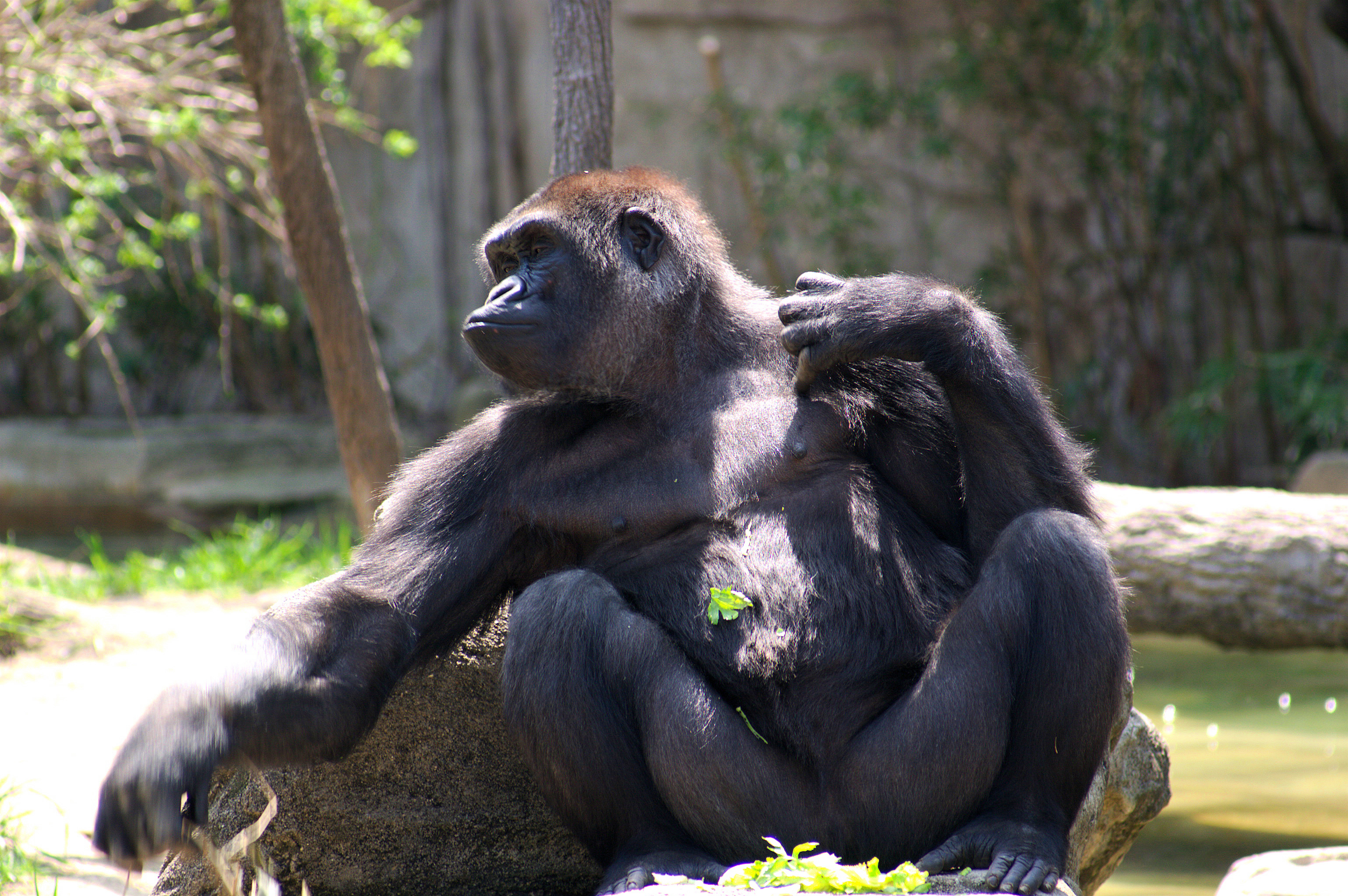
غوريلا تجلس.

أقرب أقارب الغوريلا هم الجنسان الآخران من الكائنات البشرية، الشمبانزي والبشر، وقد تباعدوا جميعًا عن سلف مشترك حوالي 7 منذ مليون سنة. تختلف تسلسل الجينات البشرية بنسبة 1.6٪ فقط في المتوسط عن تسلسل جينات الغوريلا المقابلة، ولكن هناك اختلاف آخر في عدد النسخ التي يمتلكها كل جين. حتى وقت قريب، كانت الغوريلا تعتبر نوعًا واحدًا، مع ثلاثة أنواع فرعية: غوريلا الأراضي المنخفضة الغربية، وغوريلا الأراضي المنخفضة الشرقية، والغوريلا الجبلية. هناك اتفاق الآن على وجود نوعين، ولكل نوع نوعين فرعيين. في الآونة الأخيرة، تم الادعاء بوجود نوع فرعي ثالث في أحد الأنواع. تطورت الأنواع والأنواع المنفصلة من نوع واحد من الغوريلا خلال العصر الجليدي، عندما تقلصت موائلها الحرجية وأصبحت معزولة عن بعضها البعض.
يواصل علماء الرئيسيات استكشاف العلاقات بين مجموعات الغوريلا المختلفة. الأنواع والأنواع المذكورة هنا هي التي يتفق عليها معظم العلماء.
| تصنيف جنس الغوريلا |
| --- |
| - جنس الغوريلا - الغوريلا الغربية (G. gorilla) - غوريلا السهول الغربية (G. g. gorilla) - غوريلا كروس ريفر (G. g. diehli) - الغوريلا الشرقية (G. beringei) - غوريلا الجبل (G. b. beringei) - غوريلا السهول الشرقية (G. b. graueri) |

ضمن بعض الاختلافات التي تميز تصنيفات الغوريلا متفاوتة الكثافة والحجم ولون الشعر والطول والثقافة وعرض الوجه. تشير الوراثة السكانية لغوريلا الأراضي المنخفضة إلى أن سكان الأراضي المنخفضة الغربية والشرقية تباعدوا منذ حوالي 261 ألف عام.

## المميزات

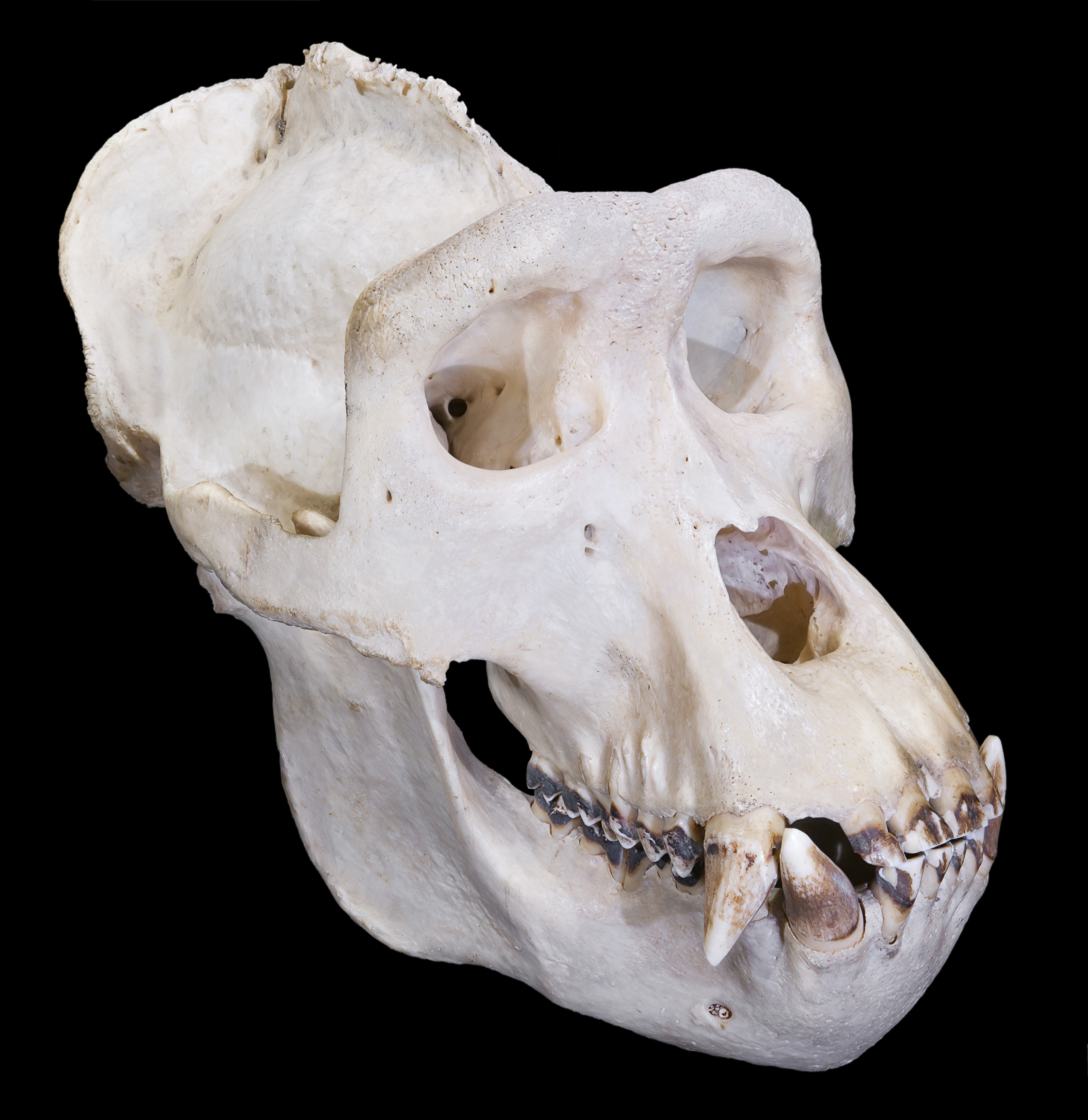
جمجمة ذكر الغوريلا

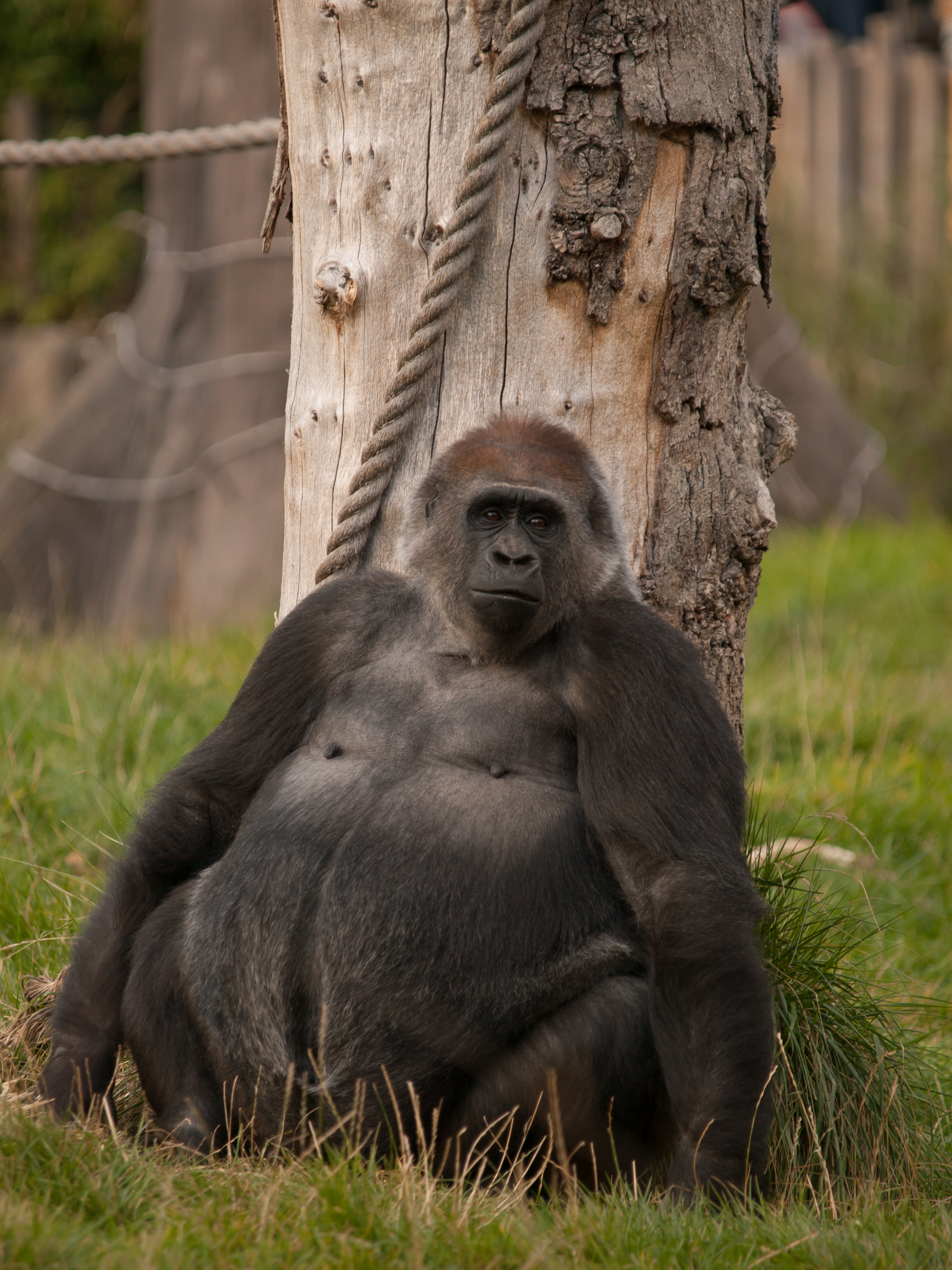
غوريلا في حديقة حيوان لندن.

تزن ذكور الغوريلا البرية من 136 إلى 227 كيلوغرام (300 إلى 500 رطل) ، بينما تزن الإناث البالغات 68–113 كيلوغرام (150–250 رطل). تتراوح أعمار الذكور البالغين بين 1.4 إلى 1.8 متر (4 قدم 7 بوصة إلى 5 قدم 11 بوصة) طويلًا، مع امتداد ذراع يمتد من 2.3 إلى 2.6 متر (7 قدم 7 بوصة إلى 8 قدم 6 بوصة) . تكون إناث الغوريلا أقصر عند 1.25 إلى 1.5 متر (4 قدم 1 بوصة إلى 4 قدم 11 بوصة)، مع امتدادات أصغر للذراع. حسب كولن جروفز (1970) متوسط وزن 42 من ذكور الغوريلا البرية البالغة 144 كجم، بينما وجد سميث وجونجرز (1997) أن متوسط وزن 19 ذكور الغوريلا البرية البالغة 169 كلغ. تُعرف ذكور الغوريلا البالغة باسم silverbacks نظرًا لشعرها الفضي المميز على ظهورها الذي يصل إلى الوركين. كان أطول غوريلا تم تسجيله هو 1.95 متر (6 قدم 5 بوصة) silverback مع ذراع 2.7 متر (8 قدم 10 بوصة) ، صندوق 1.98 متر (6 قدم 6 بوصة)، ويبلغ وزنه 219 كيلوغرام (483 رطل)، تم إطلاق النار عليه في Alimbongo ، شمال كيفو في مايو 1938. كان أثقل غوريلا تم تسجيله 1.83 متر (6 قدم 0 بوصة) طلقة سيلفرباك في أمبام، الكاميرون، والتي تزن 267 كيلوغرام (589 رطل) . يمكن أن يعاني الذكور في الأسر من زيادة الوزن وتصل 310 كيلوغرام (683 رطل) .

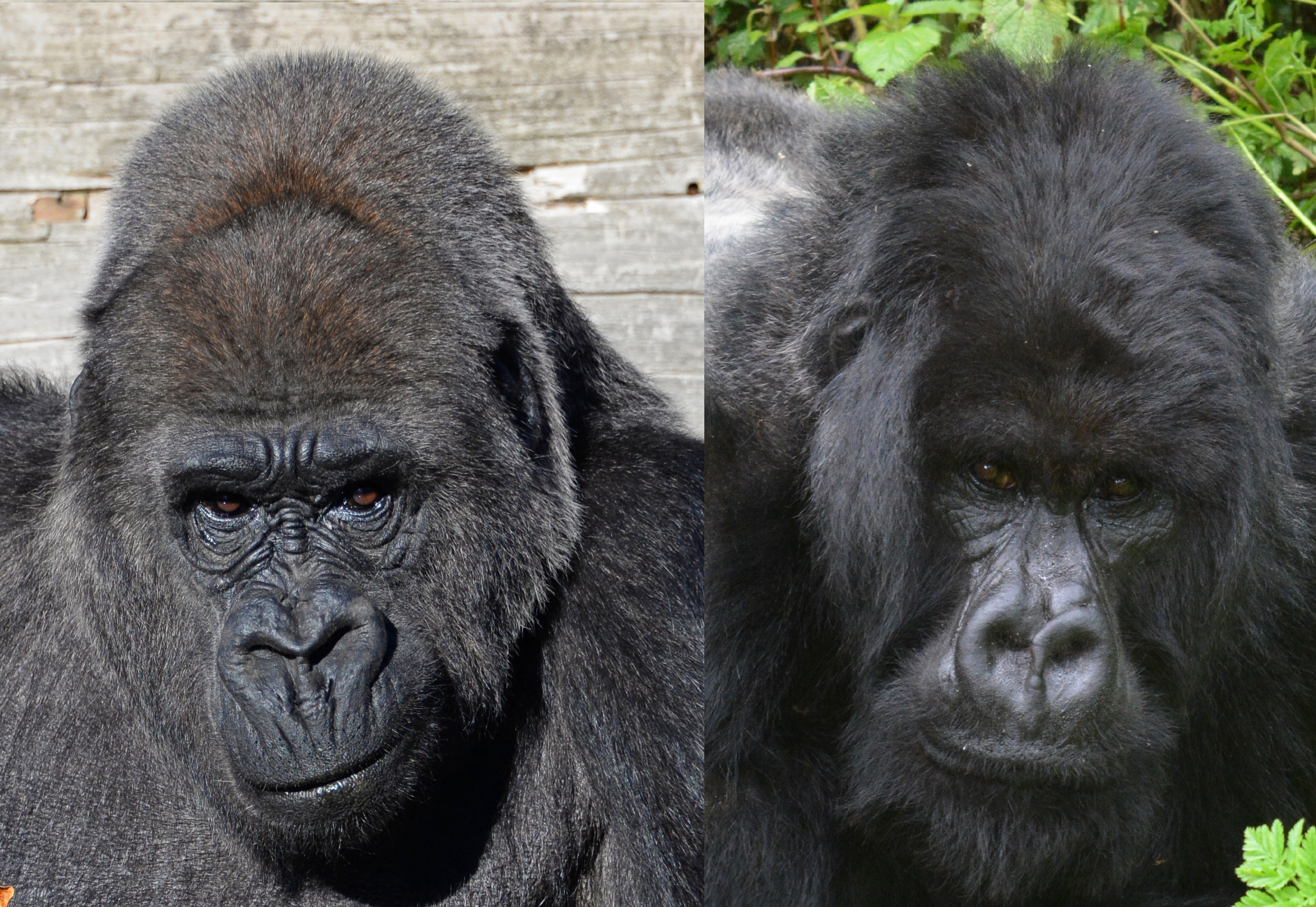
الغوريلا الغربية (Gorilla gorilla) والغوريلا الشرقية (Gorilla beringei)

تتميز الغوريلا الشرقية بألوان داكنة أكثر من الغوريلا الغربية، حيث تعد الغوريلا الجبلية الأغمق على الإطلاق. تمتلك الغوريلا الجبلية أيضًا أثخن شعر. يمكن أن تكون غوريلا السهول الغربية بنية أو رمادية مع جبهة حمراء. بالإضافة إلى ذلك، فإن الغوريلا التي تعيش في غابات الأراضي المنخفضة تكون أكثر رشاقة ورشاقة من الغوريلا الجبلية الأكبر حجمًا. تمتلك الغوريلا الشرقية أيضًا وجهًا أطول وصدرًا أوسع من الغوريلا الغربية. مثل البشر، تمتلك الغوريلا بصمات فردية. لون عيونهم بني غامق، محاط بحلقة سوداء حول القزحية. توصف بنية وجه الغوريلا بأنها تكهنات الفك السفلي، أي أن الفك السفلي يبرز بعيدًا عن الفك العلوي. لدى الذكور البالغين أيضًا قمة سهمي بارزة.
تتحرك الغوريلا عن طريق المشي على مفاصل الأصابع، على الرغم من أنها تمشي في بعض الأحيان في وضع مستقيم لمسافات قصيرة، عادةً أثناء حمل الطعام أو في المواقف الدفاعية. وجدت دراسة أجريت عام 2018 للتحقيق في وضع اليد لـ 77 غوريلا جبلية في متنزه بويندي الوطني الذي لا يمكن اختراقه (8 ٪ من السكان) أن المشي بالمفاصل كان يتم فقط 60 ٪ من الوقت، كما أنهم يدعمون وزنهم على قبضة يدهم، وظهرهم. اليدين / القدمين وعلى راحتيهما / باطنهما (مع ثني الأصابع). كان يُعتقد سابقًا أن مثل هذه المجموعة من أوضاع اليد قد تم استخدامها من قبل إنسان الغاب فقط. دراسات الغوريلا الطغيان قد أسفرت عن نتائج متباينة، حيث رأى البعض دون تفضيل أي جهة، وهيمنة الآخرين اليمنى لعامة السكان.
أظهرت الدراسات أن دم الغوريلا لا يتفاعل مع الأجسام المضادة وحيدة النسيلة المضادة لـ A و B والتي من شأنها، في البشر، أن تشير إلى فصيلة الدم O. ومع ذلك، نظرًا للتسلسلات الجديدة، فهي مختلفة بما يكفي لعدم توافقها مع نظام فصيلة الدم ABO البشري، الذي تتناسب معه القردة العليا الأخرى.
يتراوح عمر الغوريلا عادة بين 35 و40 عامًا، على الرغم من أن غوريلا الحيوانات قد تعيش لمدة 50 عامًا أو أكثر. كانت كولو، أنثى الغوريلا الغربية في حديقة حيوان كولومبوس وأكواريوم، أقدم غوريلا معروفة في عمر 60 عامًا عندما توفيت في 17 يناير 2017.

## التوزيع والإنتشار

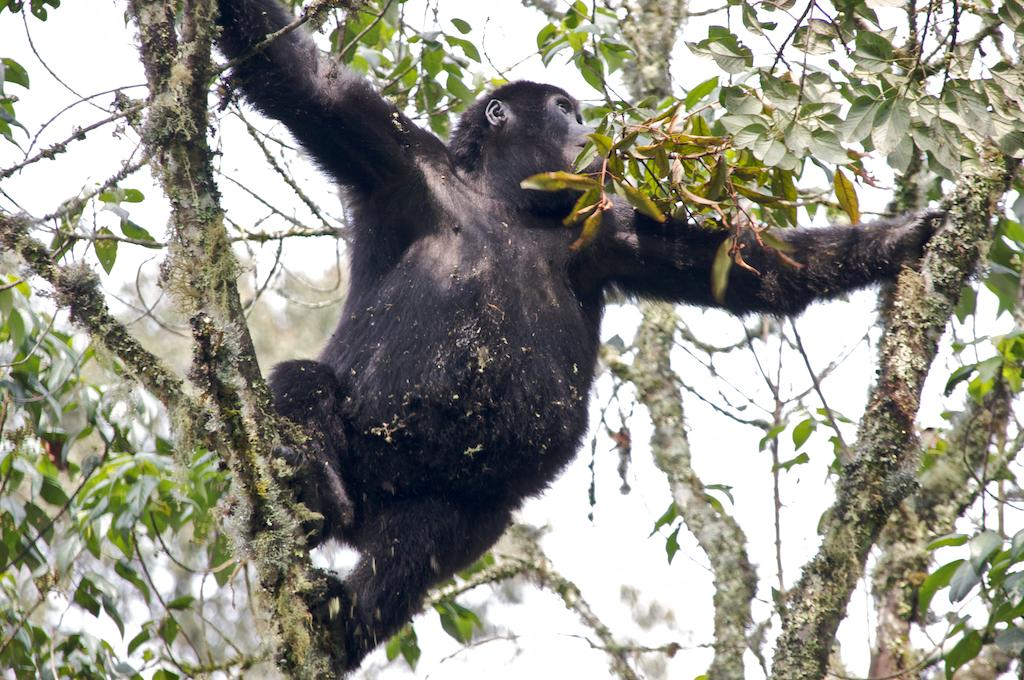
شباب الغوريلا يتسلقون

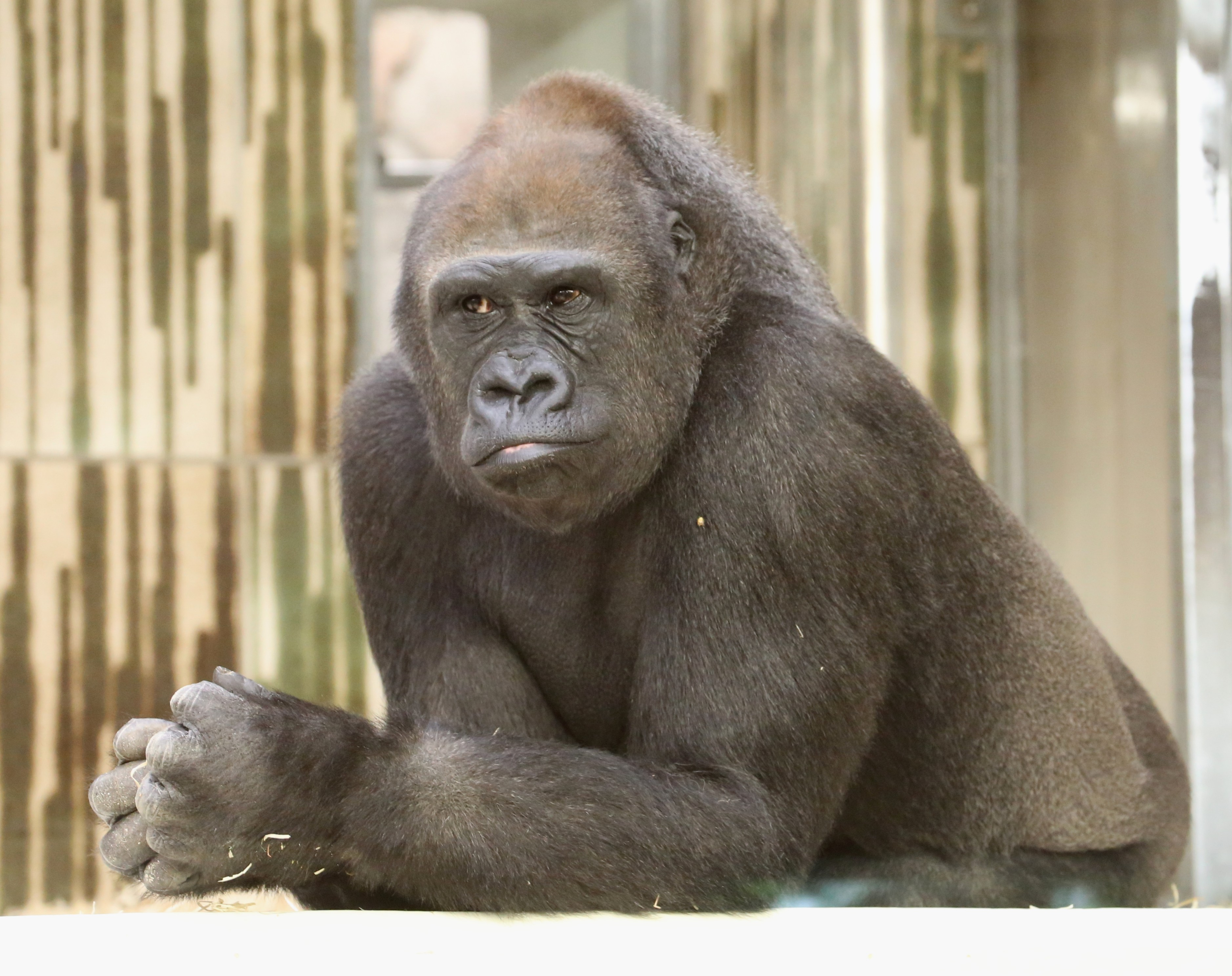
غوريلا يفكر.

الغوريلا لها توزيع غير مكتمل. يتم فصل نطاق النوعين عن طريق نهر الكونغو وروافده. تعيش الغوريلا الغربية في غرب وسط إفريقيا، بينما تعيش الغوريلا الشرقية في شرق وسط إفريقيا. بين الأنواع، وحتى داخل الأنواع، تعيش الغوريلا في مجموعة متنوعة من الموائل والارتفاعات. تتراوح موطن الغوريلا من الغابات الجبلية إلى المستنقعات. تعيش الغوريلا الشرقية في الغابات الجبلية والغابات الفرعية بين 650 و 4,000 متر (2,130 و 13,120 قدم) فوق مستوى سطح البحر.
تعيش الغوريلا الجبلية في غابة جبلية في الطرف الأعلى من نطاق الارتفاع، بينما تعيش غوريلا الأراضي المنخفضة الشرقية في غابة تحت الجبل في الطرف السفلي. بالإضافة إلى ذلك، تعيش غوريلا السهول الشرقية في غابات الخيزران الجبلية، وكذلك في غابات الأراضي المنخفضة التي تتراوح بين 600–3,308 متر (1,969–10,853 قدم) في الارتفاع. تعيش الغوريلا الغربية في غابات المستنقعات المنخفضة والغابات الجبلية، على ارتفاعات تتراوح من مستوى سطح البحر إلى 1,600 متر (5,200 قدم) . تعيش غوريلا الأراضي المنخفضة الغربية في غابات المستنقعات والأراضي المنخفضة يصل ارتفاعها إلى 1,600 متر (5,200 قدم) ، وتعيش غوريلا كروس ريفر في غابات 150–1,600 متر (490–5,250 قدم) .

## علم البيئة

### النظام الغذائي والعلف

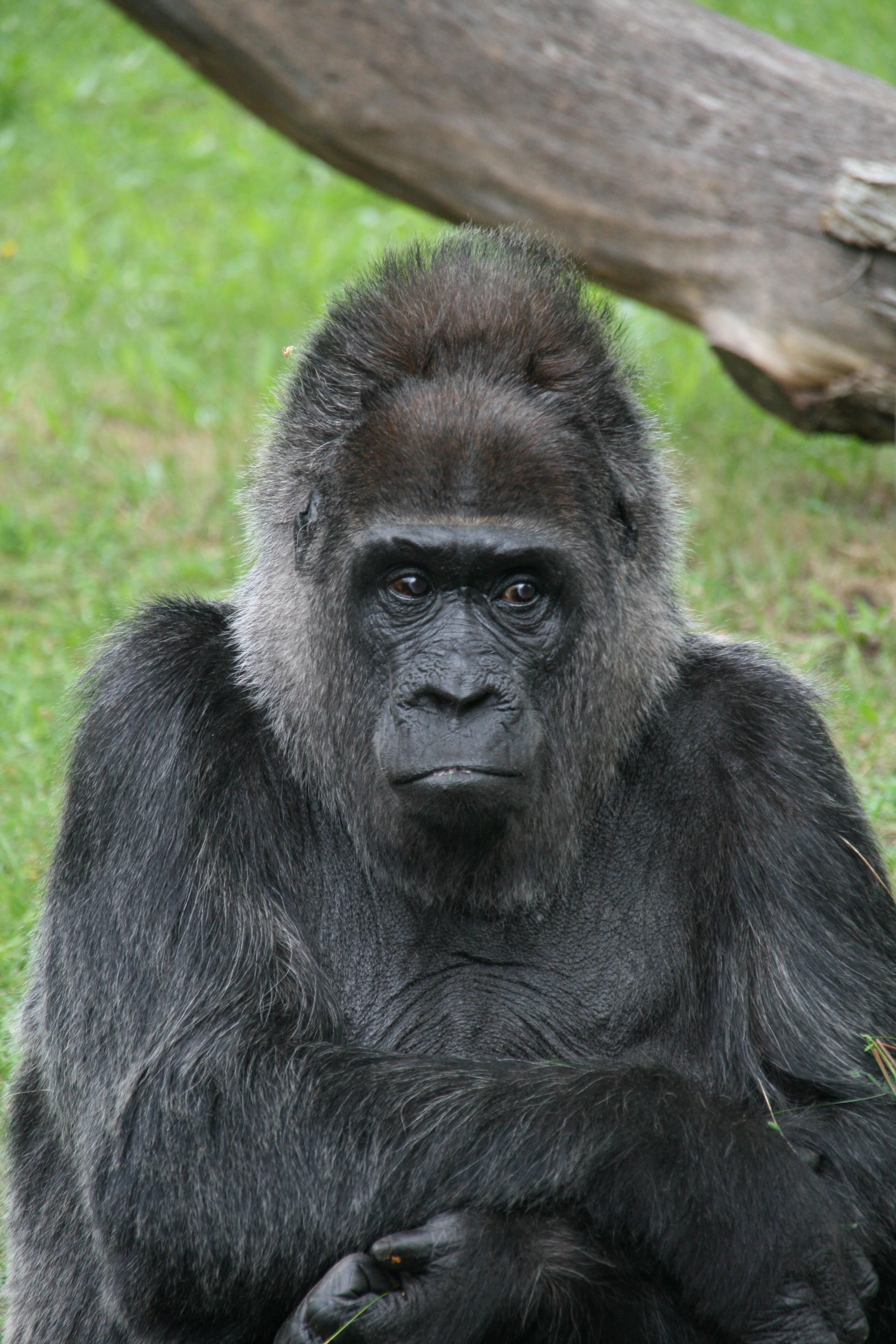
غوريلا غربية

ينقسم يوم الغوريلا بين فترات الراحة والسفر أو التغذية. تختلف الأنظمة الغذائية بين الأنواع وداخلها. تتغذى الغوريلا الجبلية في الغالب على أوراق الشجر، مثل الأوراق والسيقان واللب والبراعم، بينما تشكل الفاكهة جزءًا صغيرًا جدًا من وجباتها الغذائية.  يتم توزيع طعام غوريلا الجبال على نطاق واسع ولا يتعين على الأفراد أو الجماعات التنافس مع بعضهم البعض. تتراوح مساكنهم من 3 إلى 15 كـم2 (1.2 إلى 5.8 ميل2) ، وتتراوح تحركاتهم حوالي 500 م (0.31 ميل) أو أقل في يوم عادي.  الرغم من تناول عدد قليل من الأنواع في كل موطن، تتمتع الغوريلا الجبلية بنظام غذائي مرن ويمكنها العيش في مجموعة متنوعة من الموائل. 

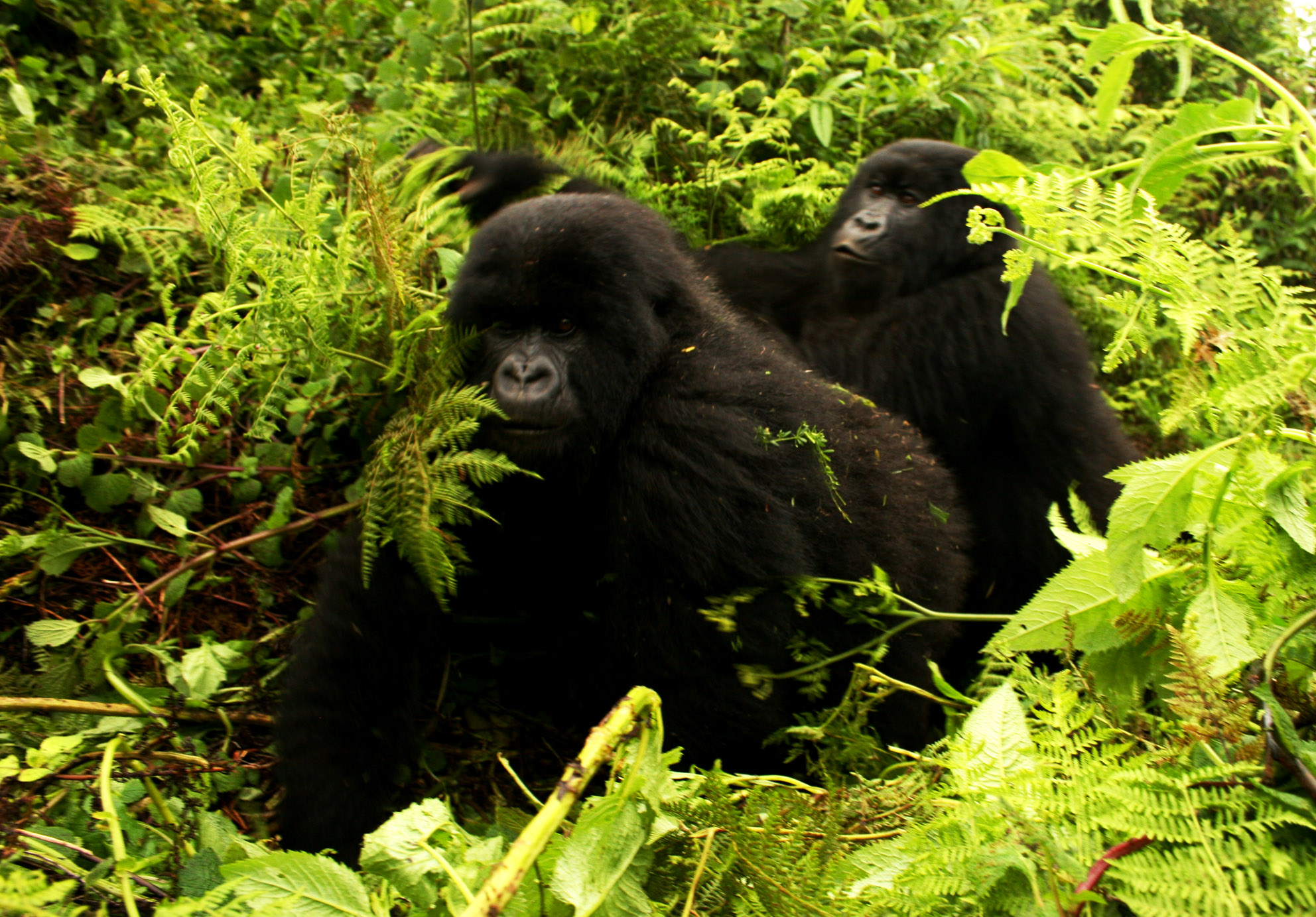
تتحرك الغوريلا في موطنها

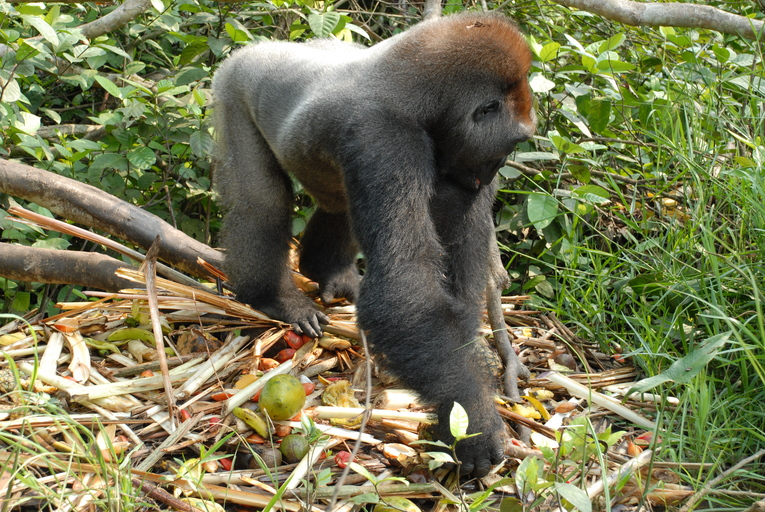
علف الغوريلا

تمتلك غوريلا السهول الشرقية أنظمة غذائية أكثر تنوعًا، والتي تختلف بشكل موسمي. عادة ما تؤكل الأوراق واللب، ولكن يمكن أن تشكل الفاكهة ما يصل إلى 25٪ من وجباتهم الغذائية. نظرًا لأن الفاكهة أقل توفرًا، يجب أن تسافر غوريلا الأراضي المنخفضة لمسافات أطول كل يوم، وتتنوع نطاقات موطنها من 2.7 إلى 6.5 كـم2 (1.0 إلى 2.5 ميل2) ، بنطاقات اليوم بين 154–2,280 م (0.096–1.417 ميل) . كما تأكل غوريلا السهول الشرقية الحشرات ويفضل النمل. تعتمد غوريلا السهول الغربية على الفاكهة أكثر من الأنواع الأخرى وهي أكثر تشتتًا عبر نطاقها. يسافرون أبعد من سلالات الغوريلا الأخرى، عند 1,105 م (0.687 ميل) في اليوم في المتوسط، ولها نطاقات منزلية أكبر من 7–14 كـم2 (2.7–5.4 ميل2) . تتمتع غوريلا الأراضي المنخفضة الغربية بإمكانية أقل للوصول إلى الأعشاب البرية، على الرغم من أنها تستطيع الوصول إلى الأعشاب المائية في بعض المناطق. يؤكل أيضا النمل الأبيض والنمل.
نادرًا ما تشرب الغوريلا الماء "لأنها تستهلك النباتات النضرة التي comprisedof [ك‍] نصف ماء تقريبًا بالإضافة إلى ندى الصباح"،  على الرغم من ملاحظة غوريلا الجبال والسهول على حد سواء وهي تشرب.

### التعشيش

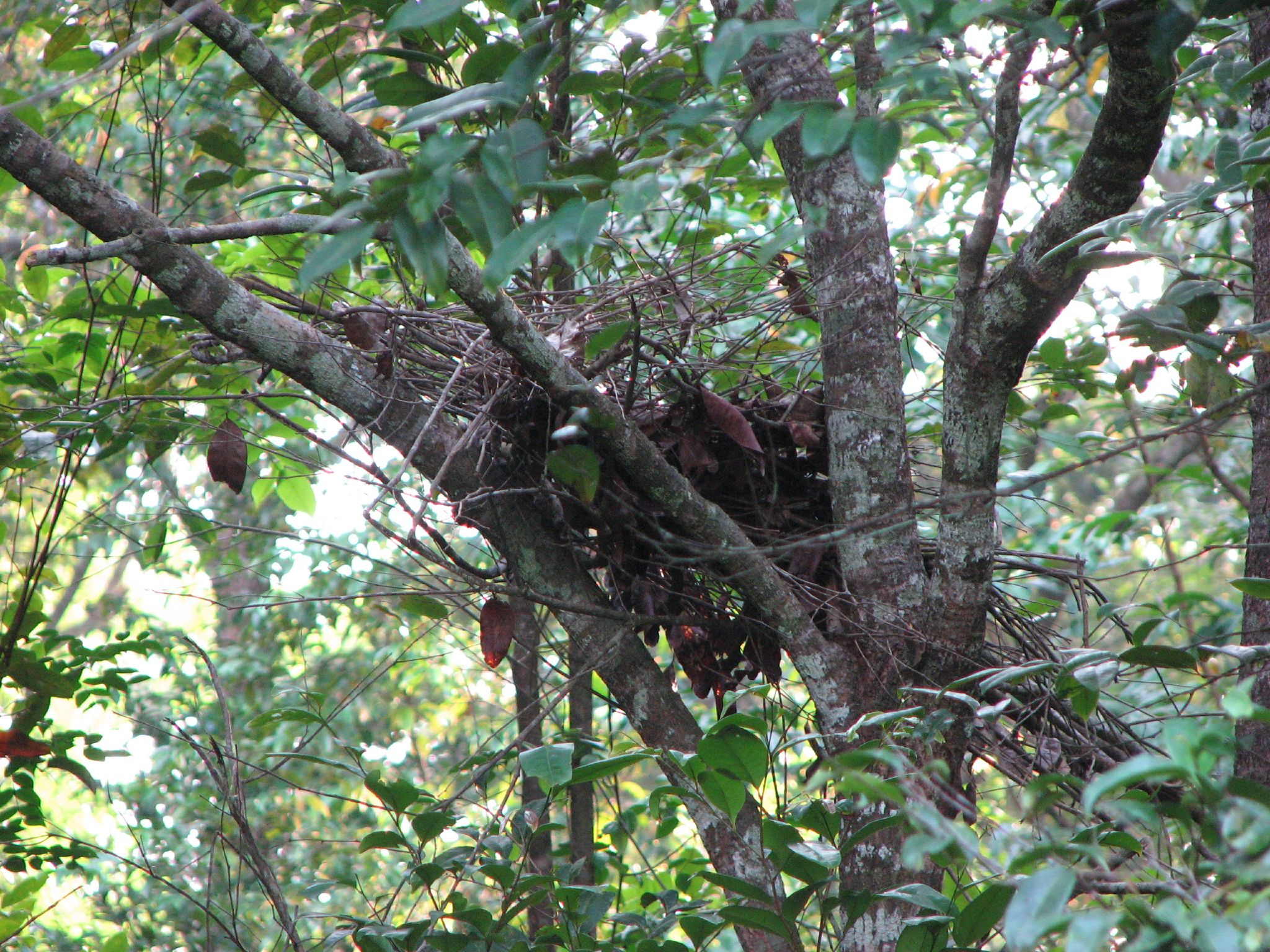
عش الغوريلا الليلي مبني على شجرة

تبني الغوريلا أعشاشًا للاستخدام في النهار والليل. تميل الأعشاش إلى أن تكون تجمعات بسيطة من الفروع وتترك حوالي 2 إلى 5 قدم (0.61 إلى 1.52 م) في القطر ويتم بناؤها من قبل الأفراد. تميل الغوريلا، على عكس الشمبانزي أو إنسان الغاب، إلى النوم في أعشاش على الأرض. يعش الصغار مع أمهاتهم، لكنهم يبنون أعشاشًا بعد ثلاث سنوات من العمر، قريبة في البداية من أعشاش أمهاتهم. يتم توزيع أعشاش الغوريلا بشكل تعسفي ويبدو أن استخدام أنواع الأشجار للموقع والبناء يعد انتهازيًا. لا يعتبر بناء الأعشاش بواسطة القردة العليا الآن مجرد بنية حيوانية، ولكن كمثال مهم على استخدام الأدوات.

### التهديدات والمنافسة

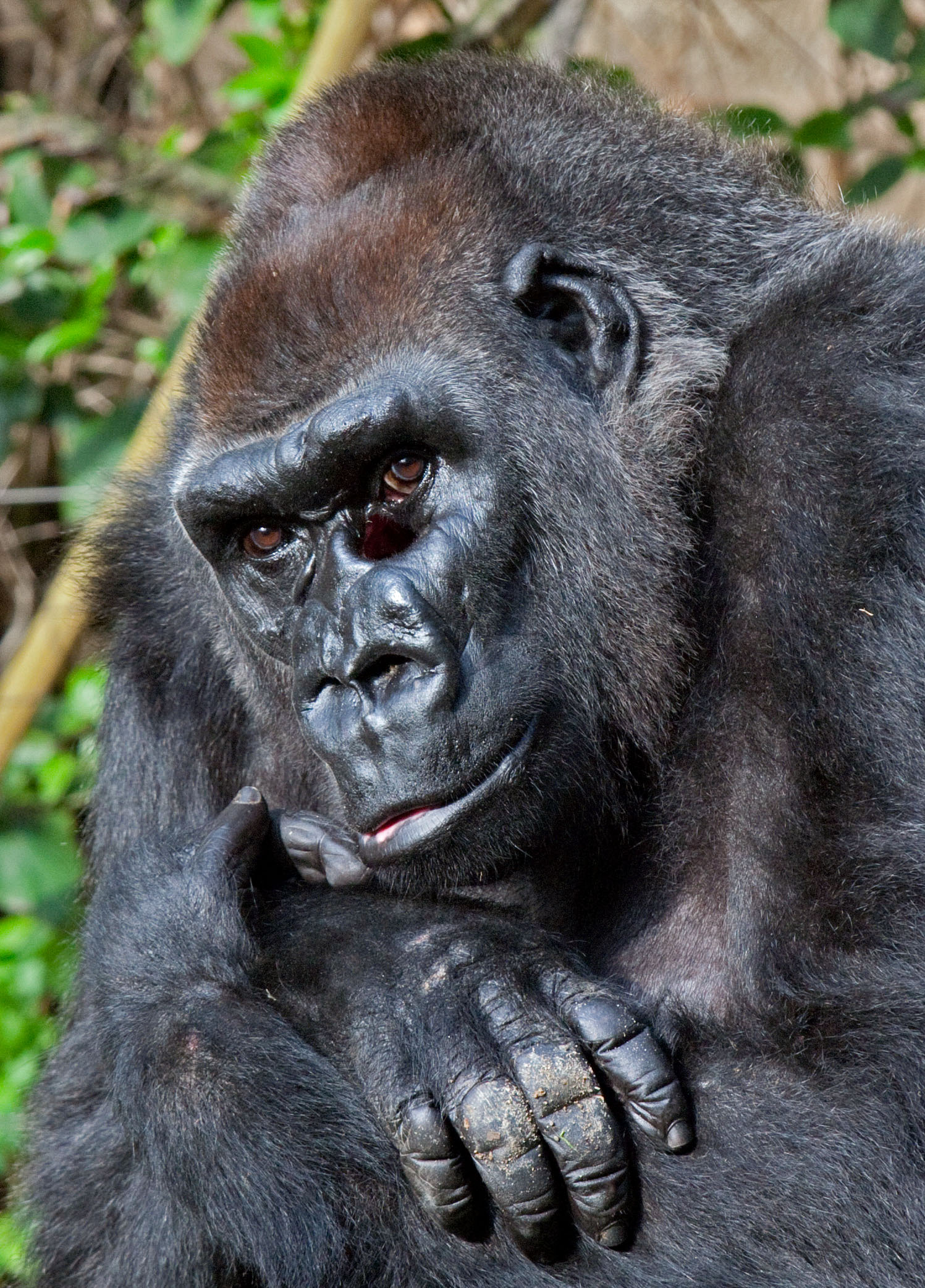
غوريلا في حديقة حيوان سيينسيناتي، ولاية أوهايو الأمريكية.

النمر هو أحد الحيوانات المفترسة المحتملة للغوريلا. تم العثور على بقايا الغوريلا في بقايا النمر، ولكن قد يكون هذا نتيجة للنبش. عندما تتعرض المجموعة للهجوم من قبل البشر أو الفهود أو أي غوريلا أخرى، فإن فردًا فضّيًا سيحمي المجموعة، حتى على حساب حياته. لا يبدو أن الغوريلا تتنافس مباشرة مع الشمبانزي في المناطق التي تتداخل فيها. عندما تكون الفاكهة وفيرة، تتلاقى غوريلا ووجبات الشمبانزي، ولكن عندما تكون الفاكهة نادرة، تلجأ الغوريلا إلى الغطاء النباتي. قد يتغذى القردان أيضًا على أنواع مختلفة، سواء كانت فاكهة أو حشرات. عادة ما يتجاهل الغوريلا والشمبانزي أو يتجنبان بعضهما البعض عندما يتغذيان على نفس الشجرة،  ولكن لوحظ أن تحالفات الشمبانزي تهاجم عائلات الغوريلا بما في ذلك الغوريلا الفضية وقتل الرضع.

## السلوك

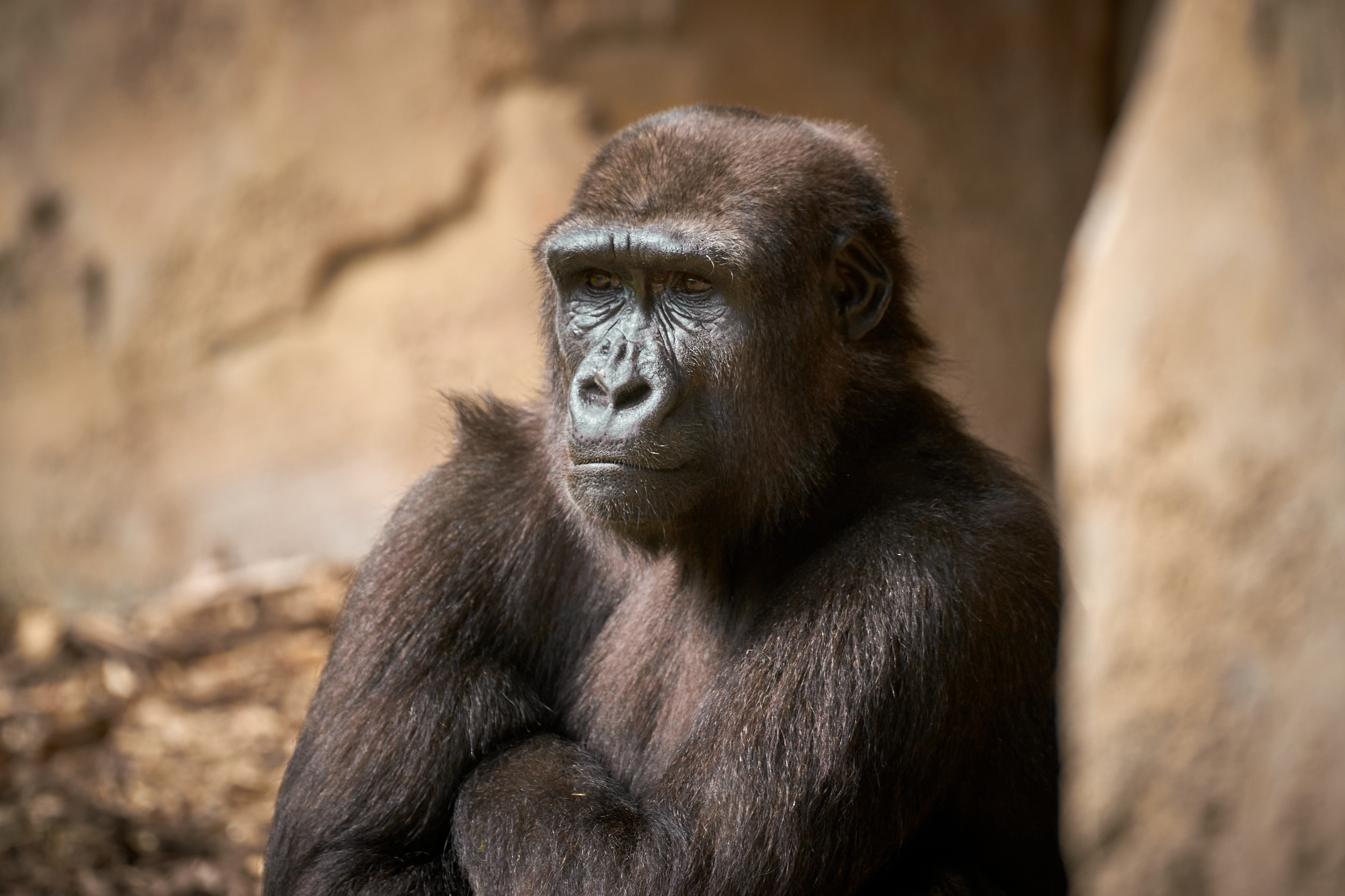
غوريلا غربية تقف.

تعيش الغوريلا في مجموعات تسمى القوات. تميل القوات إلى أن تكون من ذكر بالغ أو رجل فضى، والعديد من الإناث البالغات وذريتهم.  ومع ذلك، توجد أيضًا قوات متعددة الذكور. يبلغ عمر ظهره الفضي عادةً أكثر من 12 عامًا، وقد سُمي بهذا الاسم نسبةً إلى الرقعة المميزة من الشعر الفضي على ظهره، والتي تأتي مع النضج. سيلفربكس لها أسنان كلاب كبيرة تأتي أيضًا مع النضج. يميل كل من الذكور والإناث إلى الهجرة من مجموعات الولادة. بالنسبة للغوريلا الجبلية، تشتت الإناث من قوات الولادة أكثر من الذكور. تنتقل الغوريلا الجبلية وغوريلا السهول الغربية عادة إلى مجموعات جديدة ثانية.
يميل الذكور الناضجون أيضًا إلى ترك مجموعاتهم وإنشاء قواتهم الخاصة من خلال جذب الإناث المهاجرات. ومع ذلك، يظل ذكر الغوريلا الجبلية أحيانًا في قوات الولادة ويصبح خاضعًا للظهر الفضي. إذا مات الرجل الفضي، فقد يكون هؤلاء الذكور قادرين على السيطرة أو التزاوج مع الإناث. لم يلاحظ هذا السلوك في غوريلا السهول الشرقية. في مجموعة ذكر واحدة، عندما يموت الفضي الظهر، تتفرق الإناث وذريتهم ويجدون فرقة جديدة.  بدون ظهر فضى لحمايتهم، من المحتمل أن يقع الأطفال ضحية قتل الأطفال. من المرجح أن يكون الانضمام إلى مجموعة جديدة تكتيكًا ضد هذا. ومع ذلك، في حين أن قوات الغوريلا تتفكك عادة بعد وفاة الفضي الظهر، تم تسجيل إناث الغوريلا الشرقية المنخفضة ونسلها معًا حتى تنتقل فضية جديدة إلى المجموعة. من المحتمل أن يكون هذا بمثابة حماية من الفهود. 

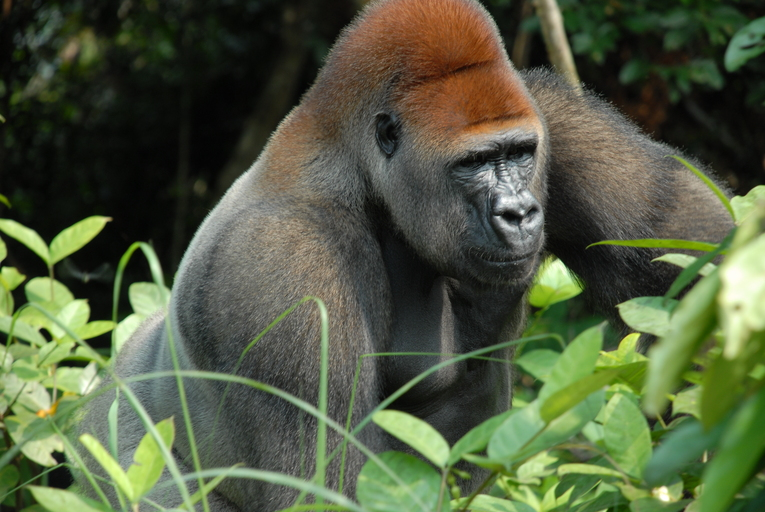
سيلفرباك غوريلا

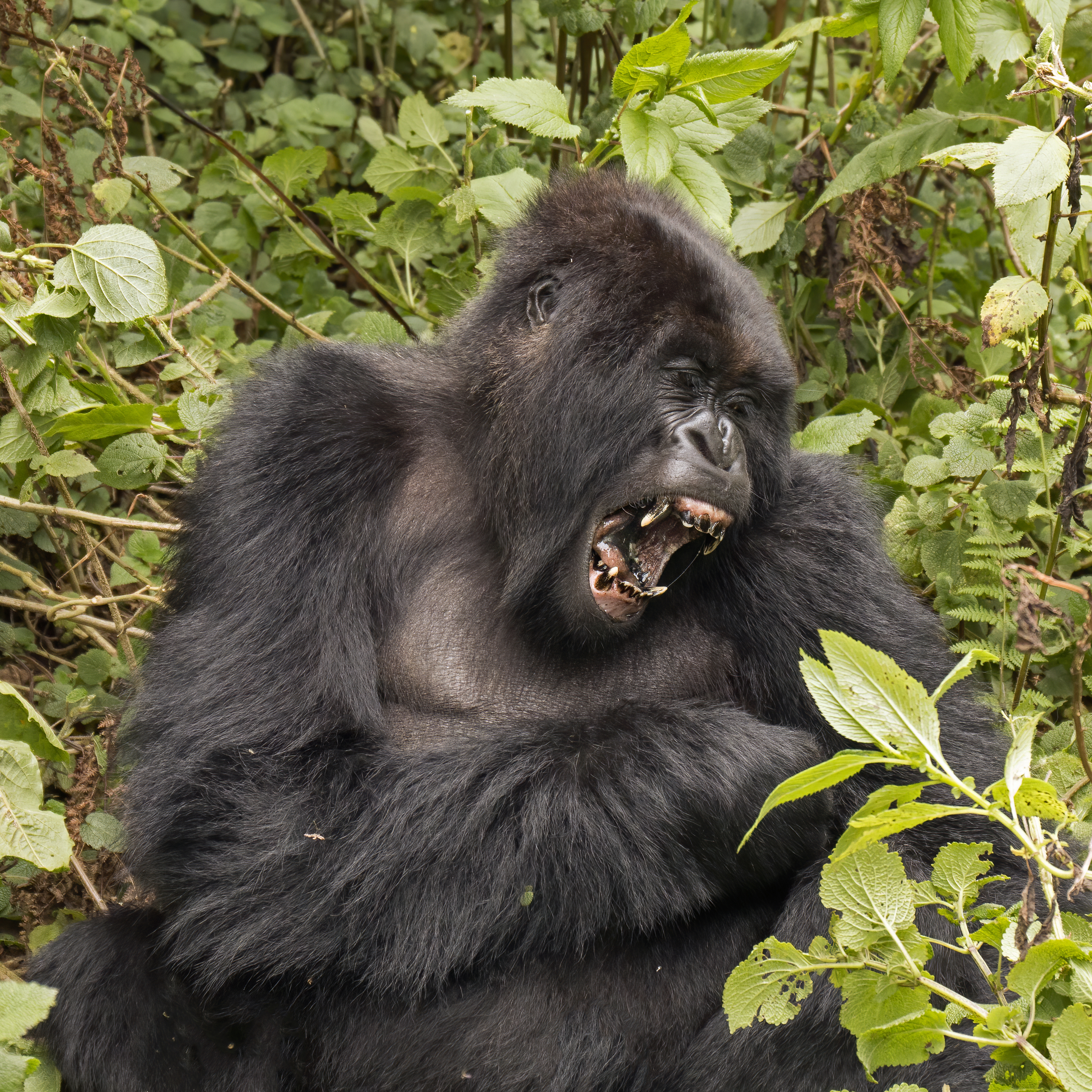
أنثي الغوريلا الجبلية في رواندا

صاحب الظهر الفضي هو مركز اهتمام القوات، واتخاذ جميع القرارات، والتوسط في النزاعات، وتحديد تحركات المجموعة، وقيادة الآخرين إلى مواقع التغذية، وتحمل المسؤولية عن سلامة ورفاهية القوات. قد يكون الذكور الأصغر سنًا التابعين للظهر الفضي، المعروف باسم blackbacks ، بمثابة حماية احتياطية. تتراوح أعمار Blackbacks بين 8 و 12 عامًا  ويفتقرون إلى شعر الظهر الفضي. تشكل الرابطة التي تربط الرجل الفضي بإناثه جوهر الحياة الاجتماعية للغوريلا. يتم الحفاظ على الروابط بينهما من خلال الاستمالة والبقاء على مقربة من بعضهما البعض. تقيم الإناث علاقات قوية مع الذكور لاكتساب فرص التزاوج والحماية من الحيوانات المفترسة ووأد الأطفال خارج الذكور.  ومع ذلك، فإن السلوكيات العدوانية بين الذكور والإناث تحدث بالفعل، ولكنها نادرًا ما تؤدي إلى إصابات خطيرة. قد تختلف العلاقات بين الإناث. تميل الإناث المرتبطات بالأمومة في القوات إلى أن يكونوا ودودات تجاه بعضهن البعض ويرتبطن بشكل وثيق. خلاف ذلك، فإن الإناث لديها القليل من اللقاءات الودية وعادة ما تتصرف بعدوانية تجاه بعضهن البعض.
قد تناضل الإناث من أجل الوصول الاجتماعي للذكور وقد يتدخل الذكر. تمتلك ذكور الغوريلا روابط اجتماعية ضعيفة، لا سيما في المجموعات متعددة الذكور مع تسلسل هرمي واضح للهيمنة ومنافسة قوية على الزملاء. على الرغم من ذلك، يميل الذكور في المجموعات المكونة من ذكور فقط إلى تفاعلات ودية والتواصل الاجتماعي من خلال اللعب والاستمالة والبقاء معًا،  وفي بعض الأحيان ينخرطون في التفاعلات الجنسية المثلية. العدوان الشديد نادر في المجموعات المستقرة، ولكن عندما تلتقي مجموعتان من الغوريلا الجبلية، يمكن أن تنخرط أحيانًا في قتال حتى الموت، باستخدام أنيابها لإحداث إصابات عميقة وفجيرة.

### التكاثر والأبوة والأمومة

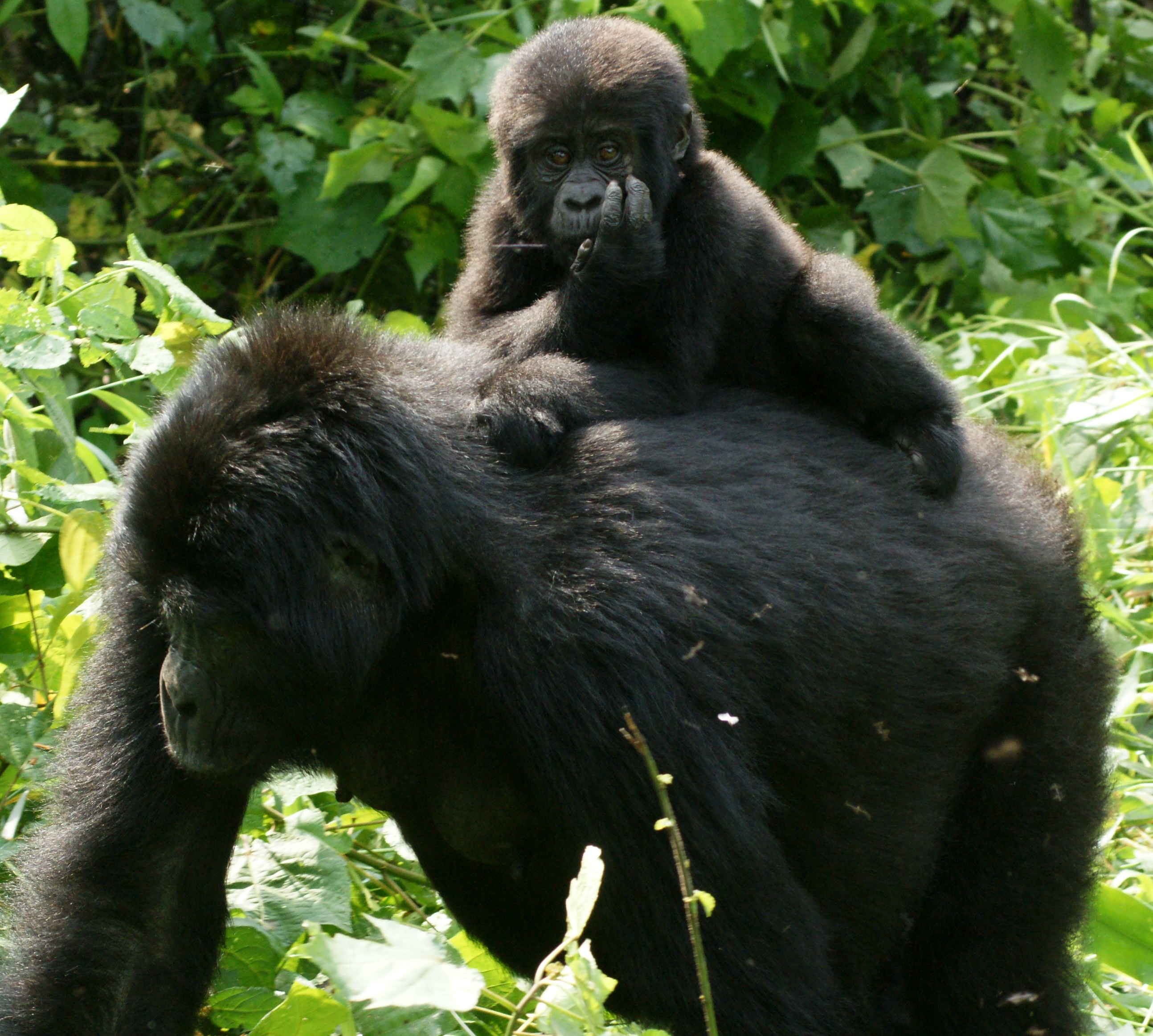
شاب غوريلا يركب على أمه

تنضج الإناث في عمر 10-12 سنة (قبل ذلك في الأسر)، بينما تنضج الذكور في عمر 11-13 سنة. تحدث دورة التبويض الأولى للمرأة عندما تبلغ من العمر ست سنوات، وتتبعها فترة عامين من عقم المراهقات.  تستمر الدورة الشبق من 30 إلى 33 يومًا ، مع ظهور علامات التبويض الخارجية خفية مقارنة بعلامات الشمبانزي. تستمر فترة الحمل 8.5 شهر. تلد أنثى الغوريلا الجبلية لأول مرة في سن 10 سنوات وتتراوح فترات الولادة بين كل منها أربع سنوات.  يمكن أن تكون الذكور قادرة على الإنجاب قبل بلوغ سن الرشد. تتزاوج الغوريلا على مدار السنة.
تقوم الإناث بمسك شفاهها وتقترب ببطء من الرجل أثناء الاتصال بالعين. يعمل هذا على حث الذكر على ركوبها. إذا لم يستجب الذكر ، فستحاول جذب انتباهه من خلال الوصول إليه أو الصفع على الأرض.  في مجموعات متعددة الذكور ، يشير الاستدراج إلى تفضيل الإناث ، ولكن يمكن إجبار الإناث على التزاوج مع عدة ذكور.  يحرض الذكور على الجماع من خلال الاقتراب من أنثى وعرضها عليها أو لمسها وإلقاء «نخر القطار». في الآونة الأخيرة ، لوحظ أن الغوريلا تمارس الجنس وجهًا لوجه، وهي سمة كانت تعتبر في السابق فريدة من نوعها بالنسبة للبشر والبونوبو.

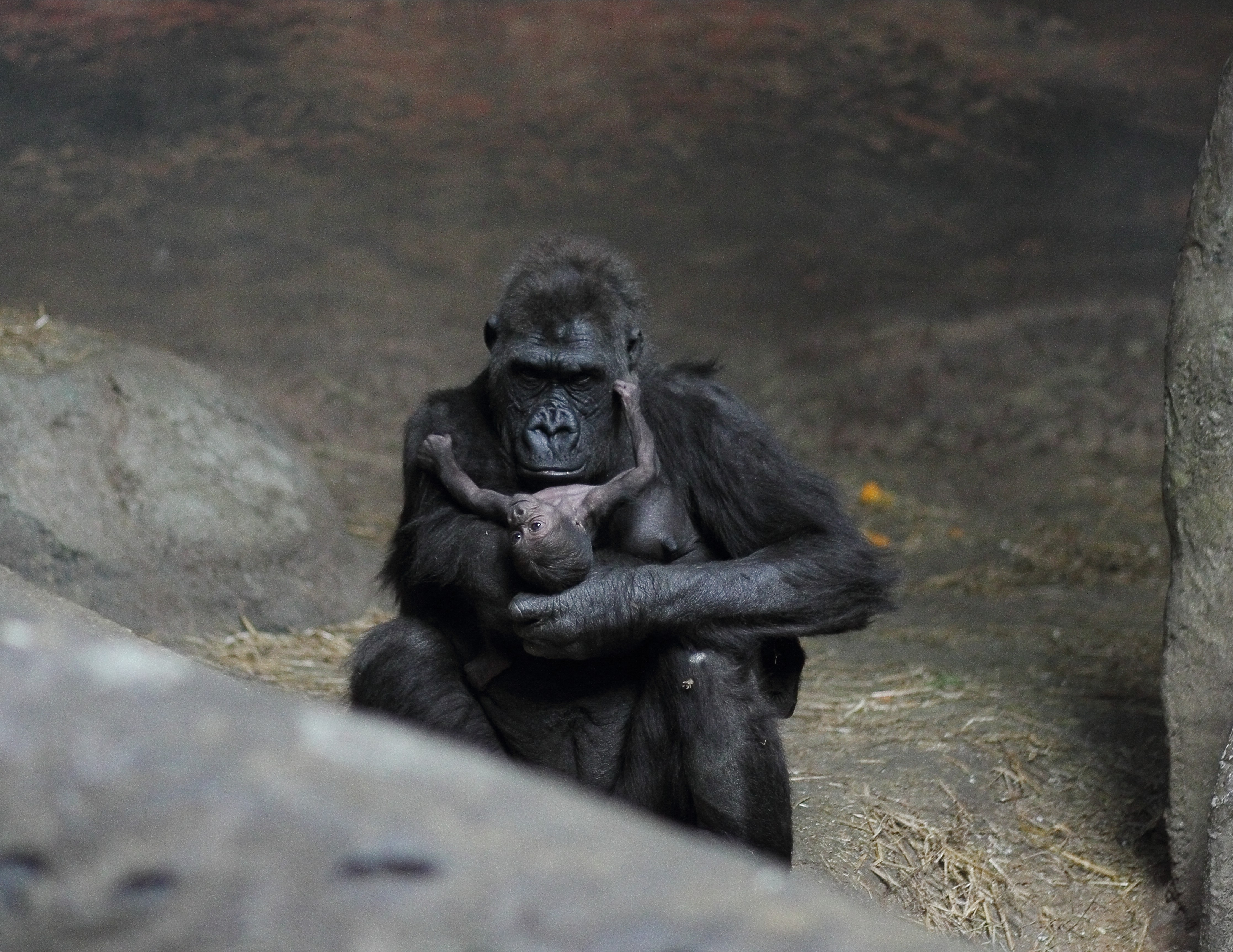
أم غوريلا مع رضيع يبلغ من العمر 10 أيام

صغار الغوريلا ضعفاء ومعتمدين، وبالتالي فإن الأمهات، مقدمات الرعاية الأساسيات لهم، مهمات لبقائهم على قيد الحياة. لا تنشط ذكور الغوريلا في رعاية الصغار ، لكنها تلعب دورًا في التنشئة الاجتماعية لهم مع الصغار الآخرين.  للظهر الفضي علاقة داعمة إلى حد كبير مع الأطفال الرضع في قواته وتحميهم من العدوان داخل المجموعة.  يظل الرضع على اتصال بأمهاتهم خلال الأشهر الخمسة الأولى وتبقى الأمهات بالقرب من ظهر الفضة للحماية.  يرضع الأطفال مرة واحدة على الأقل كل ساعة وينامون مع أمهاتهم في نفس العش.
يبدأ الصغار في قطع الاتصال مع أمهاتهم بعد خمسة أشهر، ولكن لفترة وجيزة فقط في كل مرة. في عمر 12 شهرًا ، يتحرك الأطفال حتى سن 5 م (16 قدم) من أمهاتهم. في حوالي 18-21 شهرًا ، تزداد المسافة بين الأم والنسل ويقضون وقتًا بعيدًا عن بعضهما البعض بانتظام.  بالإضافة إلى ذلك ، تقل فترة الرضاعة إلى مرة كل ساعتين. يقضي الأطفال الرضع نصف وقتهم فقط مع أمهاتهم ببلوغ 30 شهرًا. يدخلون فترة الأحداث في عامهم الثالث ، ويستمر هذا حتى عامهم السادس. في هذا الوقت ، يتم فطام الغوريلا وتنام في عش منفصل عن أمهاتها.  بعد فطام ذريتهم ، تبدأ الإناث في التبويض وسرعان ما تحمل مرة أخرى.   وجود شركاء اللعب، بما في ذلك الظهر الفضي، يقلل النزاعات في الفطام بين الأم والنسل. 

### التواصل
يتم التعرف على خمسة وعشرين صوتًا مميزًا ، يستخدم العديد منها بشكل أساسي للتواصل الجماعي داخل الغطاء النباتي الكثيف. يتم سماع الأصوات المصنفة على أنها همهمات ونباح بشكل متكرر أثناء السفر ، وتشير إلى مكان وجود أعضاء المجموعة الفردية. يمكن استخدامها أيضًا أثناء التفاعلات الاجتماعية عندما يكون الانضباط مطلوبًا. الصراخ والزئير تشير إلى الإنذار أو التحذير ، وغالبًا ما يتم إنتاجها بواسطة silverbacks. يوحي التجشؤ العميق الهادر بالرضا ويتم سماعه بشكل متكرر أثناء فترات الرضاعة والراحة. هم الشكل الأكثر شيوعًا للاتصال داخل المجموعة.
لهذا السبب ، غالبًا ما يتم حل النزاعات عن طريق العروض وسلوكيات التهديد الأخرى التي تهدف إلى التخويف دون أن تصبح جسدية. نتيجة لذلك ، لا يقاتلون كثيرًا. عرض الشحن الطقسي فريد من نوعه للغوريلا. يحتوي التسلسل بأكمله على تسع خطوات: (1) تسريع الصيحات تدريجيًا،(2) التغذية الرمزية، (3) الارتفاع على قدمين، (4) إلقاء النباتات، (5) الضرب على الصدر بأيدي مقعرة، (6) ركلة الساق الواحدة، (7) الجري الجانبي، من قدمين إلى أربع أرجل، (8) صفع وتمزيق الغطاء النباتي، و (9) ضرب الأرض بأشجار النخيل لإنهاء العرض.
قد يختلف معدل ضربات صدر الغوريلا حسب حجمها. تميل الترددات الصغيرة إلى الحصول على ترددات أعلى، بينما تميل الترددات الأكبر إلى الترددات المنخفضة. كما أنهم يفعلون ذلك أكثر عندما تكون الإناث على استعداد للتزاوج.

### الذكاء

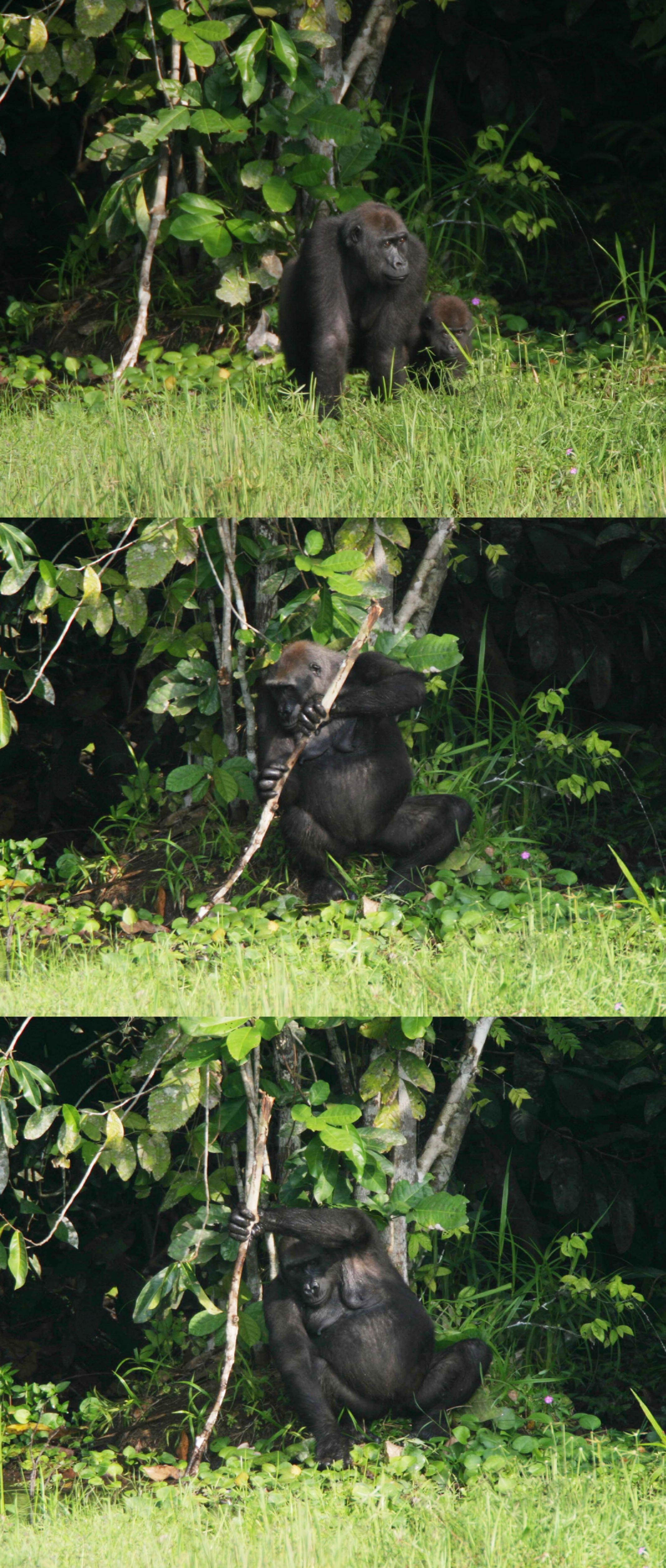
أنثى غوريلا تستخدم أداة عرض باستخدام جذع شجرة كدعم أثناء صيد الأعشاب

تعتبر الغوريلا أذكياء للغاية. تم تعليم عدد قليل من الأفراد في الأسر، مثل كوكو، مجموعة فرعية من لغة الإشارة. مثل القردة العليا الأخرى، يمكن للغوريلا أن تضحك، وتحزن، ولديها «حياة عاطفية غنية»، وتطور روابط عائلية قوية، وتصنع وتستخدم الأدوات، وتفكر في الماضي والمستقبل. يعتقد بعض الباحثين أن الغوريلا لديها مشاعر روحية أو مشاعر دينية. لقد ثبت أن لديهم ثقافات في مناطق مختلفة تدور حول طرق مختلفة لإعداد الطعام، وستظهر تفضيلات الألوان الفردية.

### استخدام الأداة
تم إجراء الملاحظات التالية من قبل فريق بقيادة توماس بروير من جمعية الحفاظ على الحياة البرية في سبتمبر 2005. من المعروف الآن أن الغوريلا تستخدم أدوات في البرية. تم تسجيل أنثى غوريلا في حديقة نوابالي ندوكي الوطنية في جمهورية الكونغو باستخدام عصا كما لو كانت تقيس عمق المياه أثناء عبور المستنقع. شوهدت أنثى ثانية تستخدم جذع شجرة كجسر وأيضًا كدعم أثناء الصيد في المستنقع. هذا يعني أن جميع القردة العليا معروفة الآن باستخدام الأدوات.
في سبتمبر 2005، تم اكتشاف غوريلا تبلغ من العمر عامين ونصف في جمهورية الكونغو باستخدام الصخور لتحطيم جوز النخيل داخل محمية. في حين أن هذه كانت أول ملاحظة من هذا القبيل لغوريلا، قبل أكثر من 40 عامًا، شوهدت الشمبانزي تستخدم أدوات في الصيد البري للنمل الأبيض. تتمتع القردة العظيمة غير البشرية بمقبض شبه دقيق، وقد تمكنت من استخدام كل من الأدوات البسيطة وحتى الأسلحة، مثل ارتجال العصا من فرع سقط مناسب.

## دراسة علمية

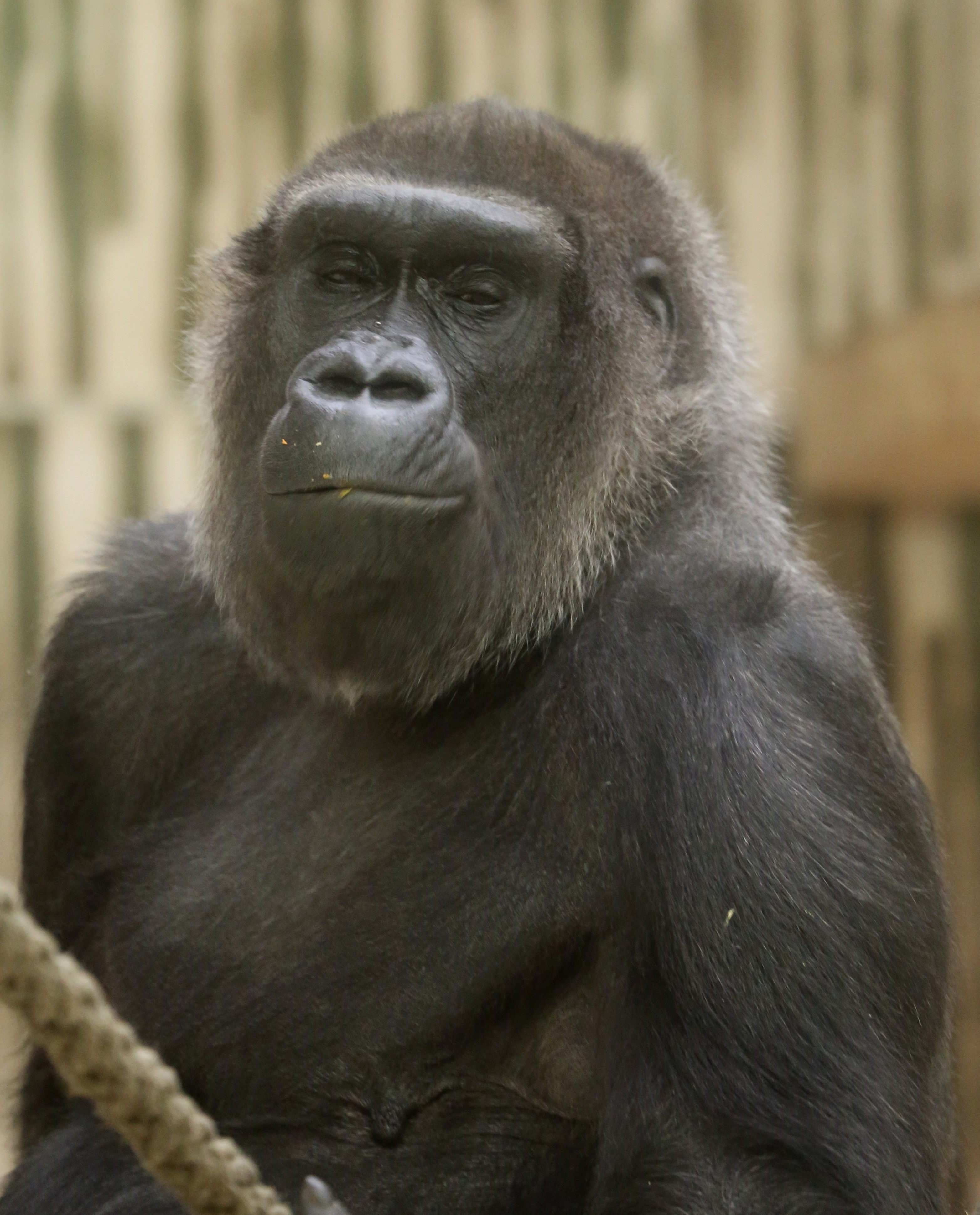
غوريلا ينظر.

حصل الطبيب والمبشر الأمريكي توماس ستوتون سافاج على العينات الأولى (الجمجمة والعظام الأخرى) خلال فترة وجوده في ليبيريا. يعود أول وصف علمي للغوريلا إلى مقال كتبه سافاج وعالم الطبيعة جيفريز وايمان في عام 1847 في وقائع جمعية بوسطن للتاريخ الطبيعي،  حيث تم وصف غوريلا Troglodytes ، والمعروفة الآن باسم الغوريلا الغربية. تم وصف أنواع أخرى من الغوريلا في السنوات القليلة المقبلة.

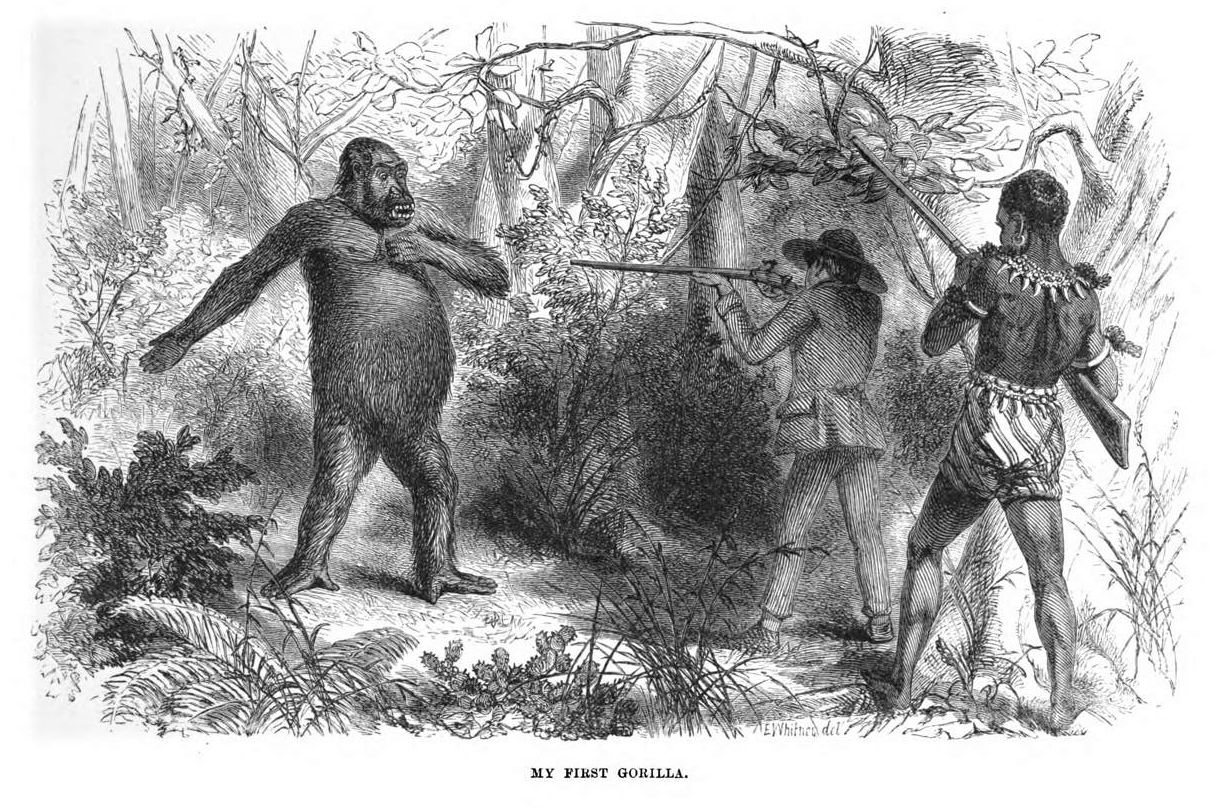
رسم المستكشف الفرنسي بول دو تشيلو في أماكن قريبة مع غوريلا

كان المستكشف بول دو تشايلو أول غربي يرى غوريلا حية أثناء سفره عبر غرب إفريقيا الإستوائية من 1856 إلى 1859. أحضر عينات ميتة إلى المملكة المتحدة في عام 1861.
لم تُجرَ الدراسة المنهجية الأولى حتى عشرينيات القرن الماضي، عندما سافر كارل أكيلي من المتحف الأمريكي للتاريخ الطبيعي إلى إفريقيا للبحث عن حيوان يُطلق عليه الرصاص ويُحشى. في رحلته الأولى، كان برفقته أصدقاؤه ماري برادلي، كاتبة الغموض ، وزوجها ، وابنتهم الصغيرة أليس ، التي كتبت لاحقًا خيال علمي تحت اسم مستعار جيمس تيبتري جونيور. بعد رحلتهم ، كتبت ماري برادلي On the Gorilla درب. أصبحت فيما بعد مدافعة عن الحفاظ على الغوريلا ، وكتبت العديد من الكتب (خاصة للأطفال). في أواخر العشرينات وأوائل الثلاثينيات من القرن الماضي، ساعد روبرت يركيس وزوجته آفا في مواصلة دراسة الغوريلا عندما أرسلوا هارولد بيجهام إلى إفريقيا. كما كتب يركيس كتابًا في عام 1929 عن القردة العليا.
بعد الحرب العالمية الثانية، كان جورج شالر من أوائل الباحثين الذين ذهبوا إلى الميدان ودرسوا الرئيسيات. في عام 1959، أجرى دراسة منهجية للغوريلا الجبلية في البرية ونشر أعماله. بعد سنوات، وبناءً على طلب لويس ليكي وناشيونال جيوغرافيك، أجرى ديان فوسي دراسة أطول وأكثر شمولاً عن الغوريلا الجبلية. عندما نشرت عملها، تم أخيرًا دحض العديد من المفاهيم الخاطئة والأساطير حول الغوريلا، بما في ذلك الأسطورة القائلة بأن الغوريلا عنيفة.
يعتقد أن غوريلا السهول الغربية هي أحد الأصول الحيوانية المنشأ لفيروس نقص المناعة البشرية / الإيدز. يشبه فيروس نقص المناعة الذي يصيبهم سلالة معينة من HIV-1.

### تسلسل الجينوم
أصبحت الغوريلا هي آخر جنس للقرد العظيم يتم تسلسله الجينومي. تم إنشاء جينوم الغوريلا الأول بقراءة قصيرة وتسلسل سانجر باستخدام الحمض النووي من أنثى غوريلا السهول الغربية تدعى كاميلا. أعطى هذا العلماء مزيدًا من التبصر في تطور البشر وأصلهم. على الرغم من أن الشمبانزي هو أقرب الأقارب الباقيين للبشر ، فقد وجد أن 15٪ من الجينوم البشري يشبه إلى حد كبير جينوم الغوريلا. بالإضافة إلى ذلك ، 30٪ من جينوم الغوريلا «أقرب إلى الإنسان أو الشمبانزي من الأخير لبعضهما البعض ؛ هذا نادر حول الجينات المشفرة ، مما يشير إلى الانتقاء المنتشر خلال تطور القرد العظيم ، وله عواقب وظيفية في التعبير الجيني.»  ألقى تحليل جينوم الغوريلا بظلال من الشك على فكرة أن التطور السريع لجينات السمع أدى إلى ظهور اللغة لدى البشر ، كما حدث أيضًا في الغوريلا.

### أسر

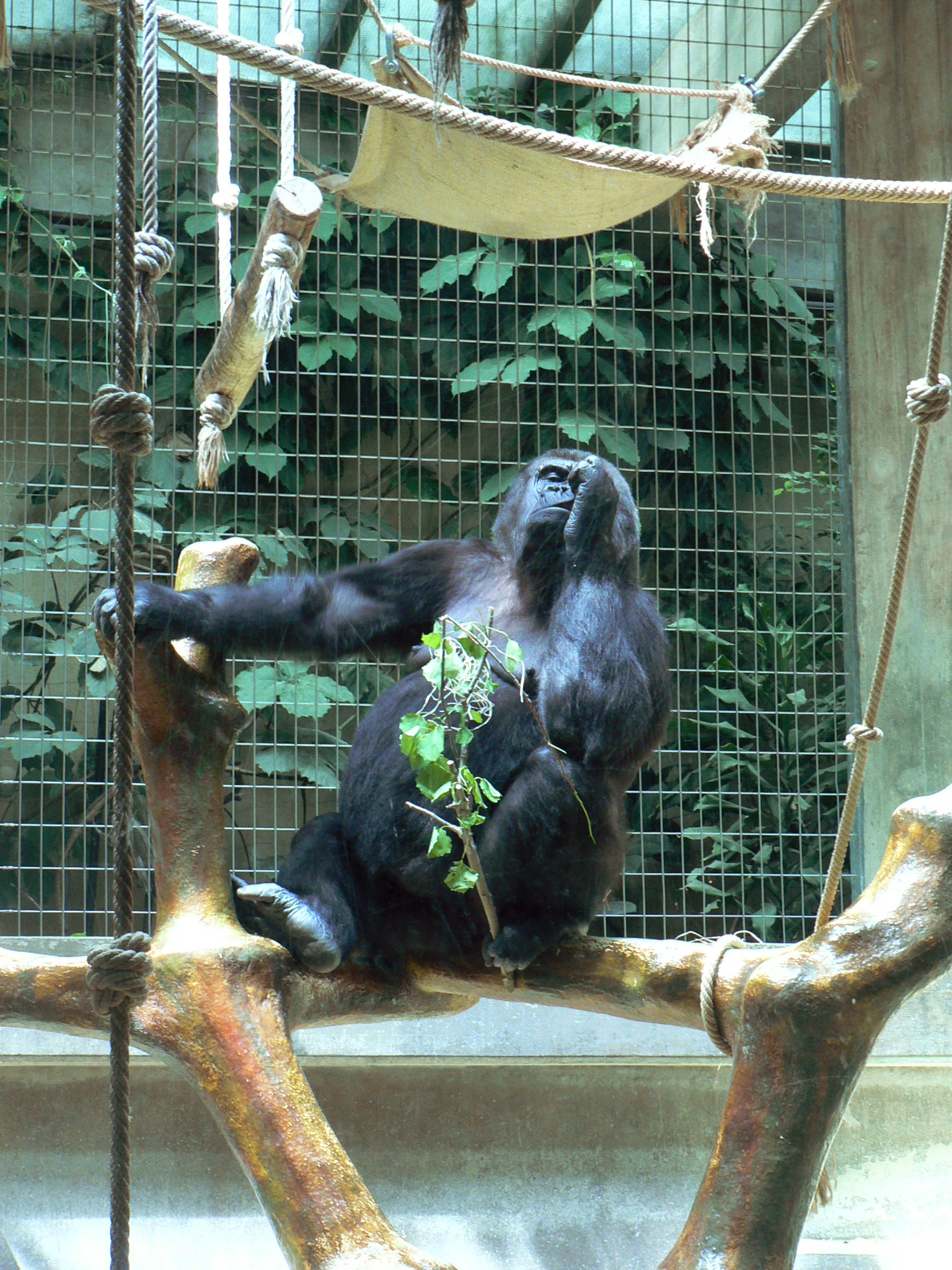
الغوريلا في حديقة الحيوان

أصبحت الغوريلا تحظى بتقدير كبير من قبل حدائق الحيوان الغربية منذ القرن التاسع عشر ، على الرغم من أن المحاولات الأولى لإبقائها في منشآت أسيرة انتهت بوفاتها المبكرة. في أواخر العشرينات من القرن الماضي ، تحسنت رعاية الغوريلا الأسيرة بشكل ملحوظ.  كولو (22 ديسمبر 1956-17 يناير 2017) من حديقة حيوان كولومبوس وأكواريوم أول غوريلا تولد في الأسر.
الغوريلا الأسير يحمل السلوكيات النمطية، بما في ذلك اضطرابات الأكل - مثل قلس، reingestion وأكل البراز - المضر بالنفس أو العدوان مناوع، سرعة، هزاز، مص الأصابع أو الشفاه الصفع، وovergrooming. تم تحديد اليقظة السلبية لسلوكيات الزائر على أنها البدء ، والوقوف ، والتحميل على الزائرين. مجموعات غوريلا البكالوريوس التي تحتوي على ذكور فضية صغيرة لديها مستويات أعلى بكثير من العدوانية والجروح من الفئات العمرية والجنسية المختلطة.
لقد ثبت أن استخدام شاشات الخصوصية الداخلية والخارجية على نوافذ العرض يخفف من الضغوط الناتجة عن التأثيرات المرئية لكثافة الحشود العالية ، مما يؤدي إلى انخفاض السلوكيات النمطية في الغوريلا. لعب المنبهات السمعية الطبيعية على عكس الموسيقى الكلاسيكية أو موسيقى الروك أو عدم الإثراء السمعي (الذي يسمح بسماع ضوضاء الجماهير والآلات وما إلى ذلك) قد لوحظ أنه يقلل من سلوك الإجهاد أيضًا. تعديلات الإثراء للتغذية والبحث عن الطعام ، حيث يضاف قش البرسيم إلى أرضية المعرض ، تقلل من الأنشطة النمطية مع زيادة السلوكيات الإيجابية المتعلقة بالغذاء في نفس الوقت.
تؤكد الأبحاث الحديثة حول رفاهية الغوريلا الأسيرة على الحاجة إلى التحول إلى التقييمات الفردية بدلاً من نهج مجموعة مقاس واحد يناسب الجميع لفهم كيفية زيادة الرفاهية أو انخفاضها بناءً على مجموعة متنوعة من العوامل. الخصائص الفردية مثل العمر والجنس والشخصية والتاريخ الفردي ضرورية لفهم أن الضغوطات ستؤثر على كل غوريلا فردية ورفاهيتها بشكل مختلف.

## حالة الحفظ

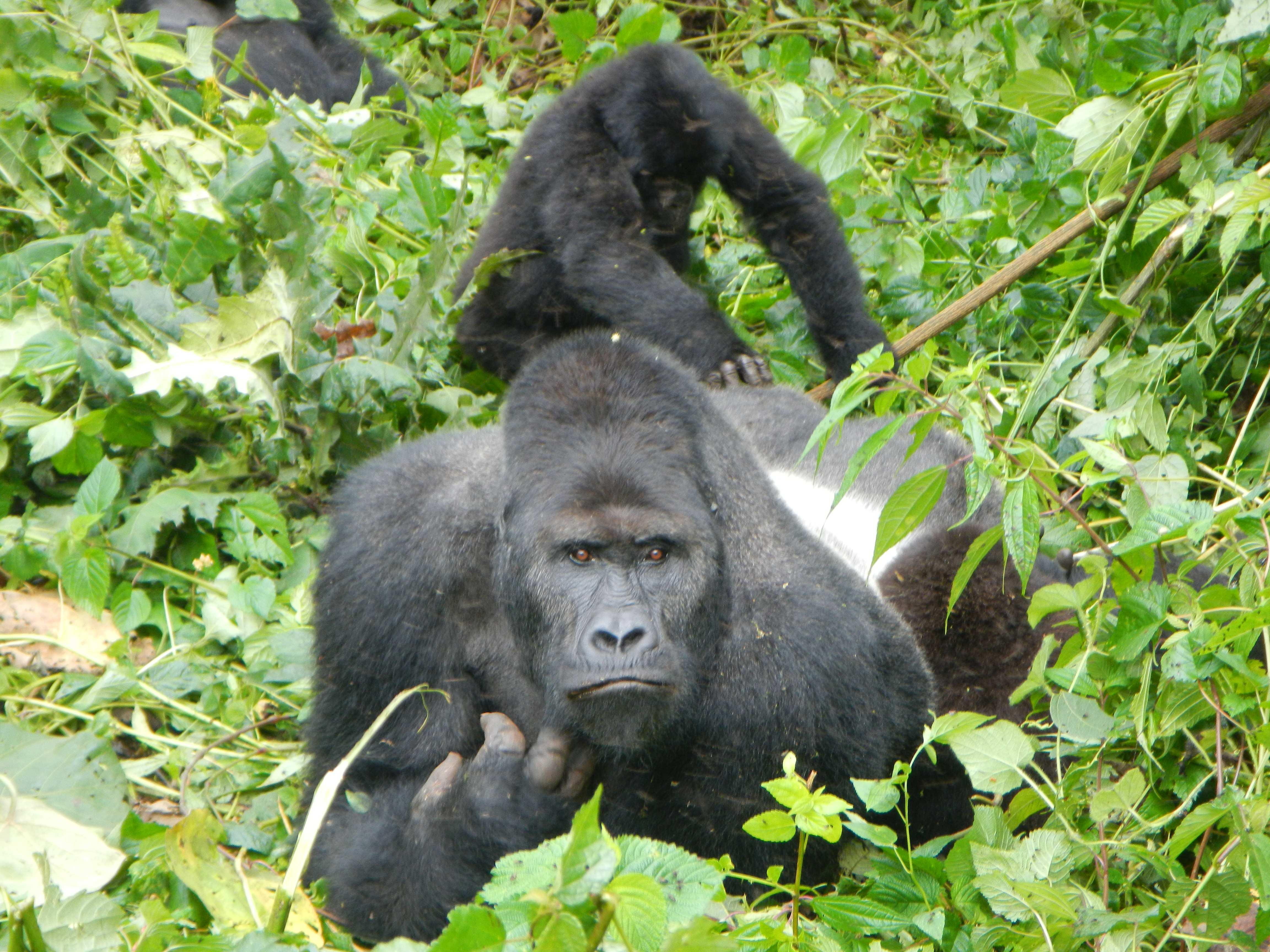
غوريلا السهول الشرقية في حديقة Kahuzi-Biega الوطنية ، جمهورية الكونغو الديمقراطية

جميع الأنواع (والأنواع الفرعية) من الغوريلا مدرجة على أنها مهددة بالانقراض أو مهددة بالانقراض على القائمة الحمراء للاتحاد الدولي لحفظ الطبيعة. يُعتقد أن حوالي 316000 غوريلا في الأراضي المنخفضة الغربية موجودة في البرية ،  4000 في حدائق الحيوان ، وذلك بفضل الحفظ. يبلغ عدد سكان غوريلا الأراضي المنخفضة الشرقية أقل من 5000 في البرية و 24 في حدائق الحيوان. تعتبر الغوريلا الجبلية أكثر الأنواع المهددة بالانقراض ، ويقدر عدد سكانها بحوالي 880 في البرية ولا يوجد أي منهم في حدائق الحيوان. تشمل التهديدات لبقاء الغوريلا تدمير الموائل والصيد الجائر لتجارة لحوم الطرائد. ترتبط الغوريلا ارتباطًا وثيقًا بالبشر ، وهي عرضة للأمراض التي يصاب بها البشر أيضًا. في عام 2004، قضى فيروس الإيبولا على مجموعة من مئات الغوريلا في حديقة أودزالا الوطنية بجمهورية الكونغو. خلصت دراسة نشرت عام 2006 في مجلة Science إلى أن أكثر من 5000 غوريلا قد ماتت في تفشي فيروس الإيبولا مؤخرًا في وسط إفريقيا. وأشار الباحثون بالتزامن مع الصيد التجاري لهذه القردة ، إلى أن الفيروس يخلق «وصفة لانقراض بيئي سريع». في الأسر ، لوحظ أيضًا أن الغوريلا يمكن أن تصاب أيضًا بـ COVID-19.
تشمل جهود الحفظ مشروع بقاء القردة العليا، وهو شراكة بين برنامج الأمم المتحدة للبيئة واليونسكو، وكذلك معاهدة دولية ، اتفاقية الحفاظ على الغوريلا وموائلها، المبرمة بموجب الاتفاقية التي يديرها برنامج الأمم المتحدة للبيئة بشأن الأنواع المهاجرة. اتفاقية الغوريلا هي أول صك ملزم قانونًا يستهدف حصريًا الحفاظ على الغوريلا ؛ دخل حيز التنفيذ في 1 يونيو 2008. فرضت حكومات البلدان التي تعيش فيها الغوريلا حظرًا على قتلها وتجارتها ، لكن تطبيق القانون الضعيف لا يزال يشكل تهديدًا لها ، نظرًا لأن الحكومات نادرًا ما تعتقل الصيادين والتجار والمستهلكين الذين يعتمدون على الغوريلا من أجل الربح.

## المراجع الثقافية

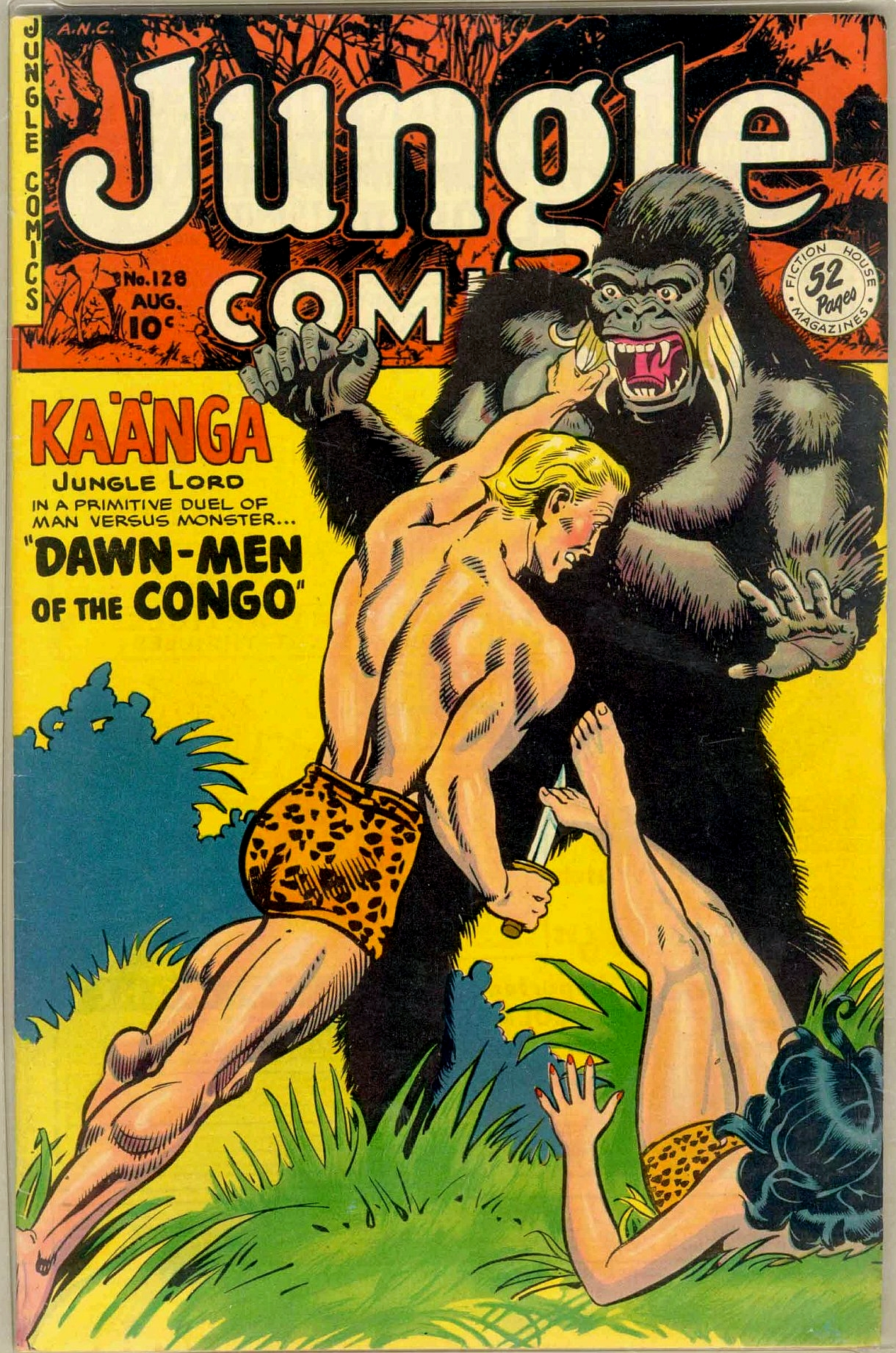
غلاف كاريكاتير الغابة # 128 (1950)